# Nicolae Ceaușescu
Nicolae Ceaușescu (pronuncia rumena: [nikoˈla.e tʃe̯a.uˈʃesku], ; pronuncia italiana: /ʧeauʃˈʃɛsku/; Scornicești, 26 gennaio 1918 – Târgoviște, 25 dicembre 1989) è stato un politico e militare rumeno, presidente della Repubblica Socialista di Romania dal 1967 al 1989.
Segretario generale del Partito Comunista Rumeno dal 1965, è stato l'ultimo presidente della Repubblica Socialista di Romania come Presidente del Consiglio di Stato dal 9 dicembre 1967 al 29 aprile 1974 e Presidente della Repubblica dal 29 aprile 1974 al 22 dicembre 1989, instaurando un regime dittatoriale. Fu deposto nel 1989 e processato con le accuse di crimini contro lo Stato, genocidio e "distruzione dell'economia nazionale".
Il 22 dicembre 1989, con decreto di Ion Iliescu (CFSN), fu istituito il Tribunale Militare Eccezionale: tre giorni dopo Ceaușescu e sua moglie Elena furono giudicati dopo un processo sommario e condannati a morte. La loro esecuzione fu eseguita alcuni minuti dopo la pronuncia della sentenza e rappresentò l'atto finale della rivoluzione rumena del 1989.

## Biografia

### Gioventù e inizi della carriera

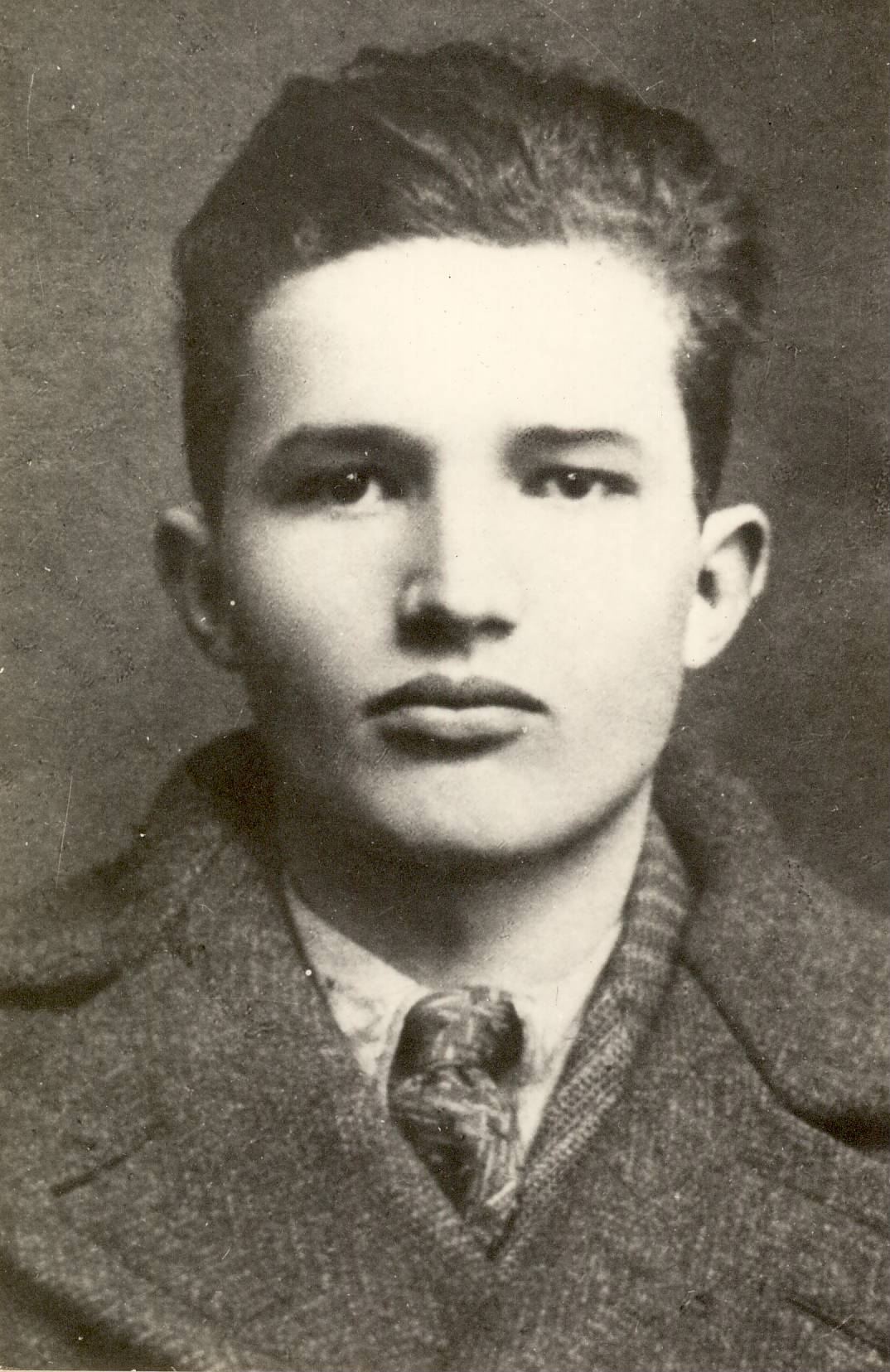
Ceaușescu in una foto segnaletica del 1936

Nato in una numerosa famiglia contadina nel villaggio di Scornicești, nel distretto di Olt, Ceaușescu si trasferì a Bucarest nel 1929 per diventare apprendista calzolaio. Entrò nell'illegale Partito Comunista Romeno nel 1932 e fu arrestato nel 1933, a 15 anni, durante uno sciopero, con l'accusa di essere un istigatore.
Fu arrestato ancora nel 1934; prima per avere raccolto le firme per una petizione di protesta contro un processo ai lavoratori delle ferrovie e altre due volte per altre attività simili, che gli valsero la definizione di "pericoloso istigatore comunista" e "distributore attivo di propaganda comunista e antinazionale" sui documenti della polizia. A seguito di ciò si diede alla clandestinità, ma fu catturato e imprigionato nel 1936 con una condanna a due anni di carcere nella prigione di Doftana per attività sovversive.
Nel 1939, mentre era fuori di prigione, incontrò Elena Petrescu, di due anni maggiore di lui: i due si sarebbero sposati il 23 dicembre 1947 ed ella avrebbe svolto un ruolo importante nella sua vita politica nel corso dei decenni. Venne arrestato e imprigionato nuovamente nel 1940. Nel 1943 fu trasferito nel campo di concentramento di Târgu Jiu, dove divise la cella con Gheorghe Gheorghiu-Dej, divenendone il protetto. Dopo la seconda guerra mondiale, mentre la Romania stava cominciando a cadere sotto l'influenza sovietica, fu segretario dell'Unione della Gioventù Comunista (1944-1945).
Dopo che i comunisti presero il potere in Romania nel 1947, fu a capo del Ministero dell'Agricoltura, quindi fu Vice Ministro delle Forze Armate sotto il regime stalinista di Gheorghiu-Dej. Nel 1952 Gheorghiu-Dej lo inserì nel Comitato centrale, alcuni mesi dopo che la "fazione moscovita" del partito, guidata da Ana Pauker, era stata epurata. Nel 1954 divenne membro a pieno titolo del Politburo e infine si trovò a occupare la seconda carica più importante all'interno della gerarchia del partito. I Ceaușescu ebbero tre figli: Valentin Ceaușescu (n. il 17 febbraio 1948), fisico nucleare, Zoia Ceaușescu (1º marzo 1949 - 21 novembre 2006), che è stata una matematica, e Nicu Ceaușescu (1º novembre 1951 - 25 settembre 1996).

### Capo della Romania

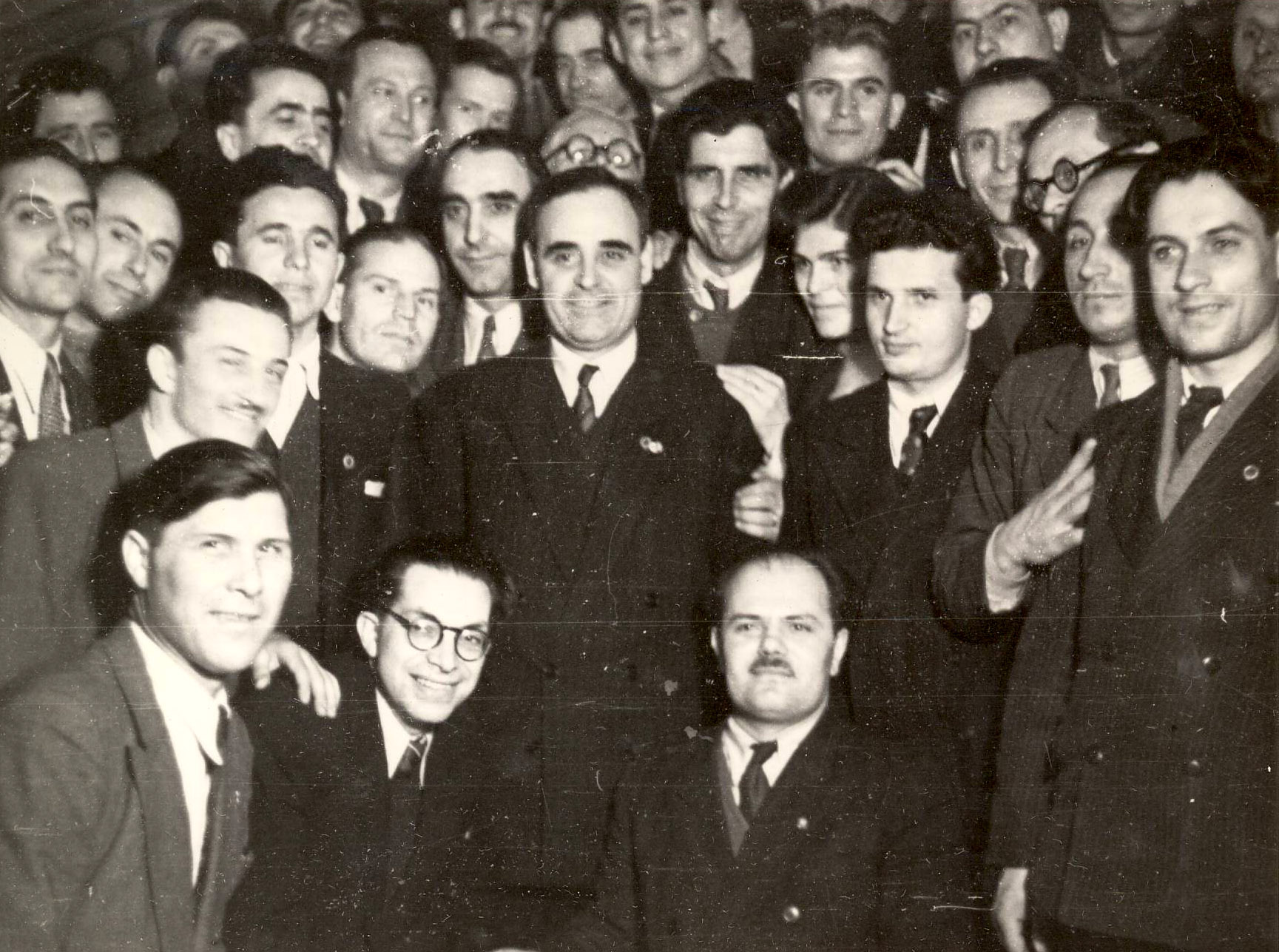
Il segretario generale del Partito Comunista Romeno Gheorghe Gheorghiu-Dej (al centro) con un gruppo di delegati al VI Congresso del PCR tenutosi a Bucarest nel 1948. Il suo futuro successore, Nicolae Ceaușescu, è in piedi alla sua sinistra.

Tre giorni dopo la morte di Gheorghiu-Dej, avvenuta nel marzo del 1965, Ceaușescu divenne primo segretario del Partito Romeno dei Lavoratori. Uno dei primi atti fu quello di ribattezzare il movimento nuovamente in Partito Comunista Romeno e di dichiarare che il paese ora era la Repubblica Socialista della Romania e non più una repubblica popolare: a seguito di ciò, nel 1967, venne nominato Presidente del Consiglio di Stato.
Ceaușescu rifiutò di attuare misure di liberismo economico: l'evoluzione del suo regime seguì il percorso iniziato da Gheorghe Gheorghiu-Dej. Egli continuò il programma di industrializzazione intensiva volto all'autosufficienza economica del paese, che dal 1959 aveva già raddoppiato la produzione industriale e ridotto la popolazione contadina dal 78% alla fine degli anni quaranta al 61% nel 1966 e al 49% nel 1971. Tuttavia, per la Romania, come per altre repubbliche popolari orientali, l'industrializzazione non significò una completa rottura sociale con le campagne. I contadini tornavano periodicamente nei villaggi o vi risiedevano, facendo i pendolari ogni giorno verso la città in una pratica conosciuta come naveta. Questo permise ai rumeni di agire come contadini e lavoratori allo stesso tempo.
Le università furono fondate anche nelle piccole città rumene per formare professionisti qualificati, come ingegneri, economisti, pianificatori e avvocati, che erano necessari per il progetto di industrializzazione e sviluppo del paese. L'assistenza sanitaria rumena ottenne anche miglioramenti e riconoscimenti da parte dell'Organizzazione Mondiale della Sanità (OMS). Nel maggio 1969, Marcolino Candau, direttore generale dell'OMS, visitò la Romania e dichiarò che le visite del personale dell'OMS in vari ospedali rumeni avevano fatto un'ottima impressione.

Le trasformazioni sociali ed economiche portarono a un miglioramento delle condizioni di vita dei rumeni. La crescita economica permetteva salari più alti che, combinati con i benefici offerti dallo stato (cure mediche gratuite, pensioni, istruzione universale gratuita a tutti i livelli, ecc.) erano un salto di qualità rispetto alla situazione precedente alla seconda guerra mondiale della popolazione rumena. Fu concessa una paga extra ai contadini, che iniziarono a produrre di più.

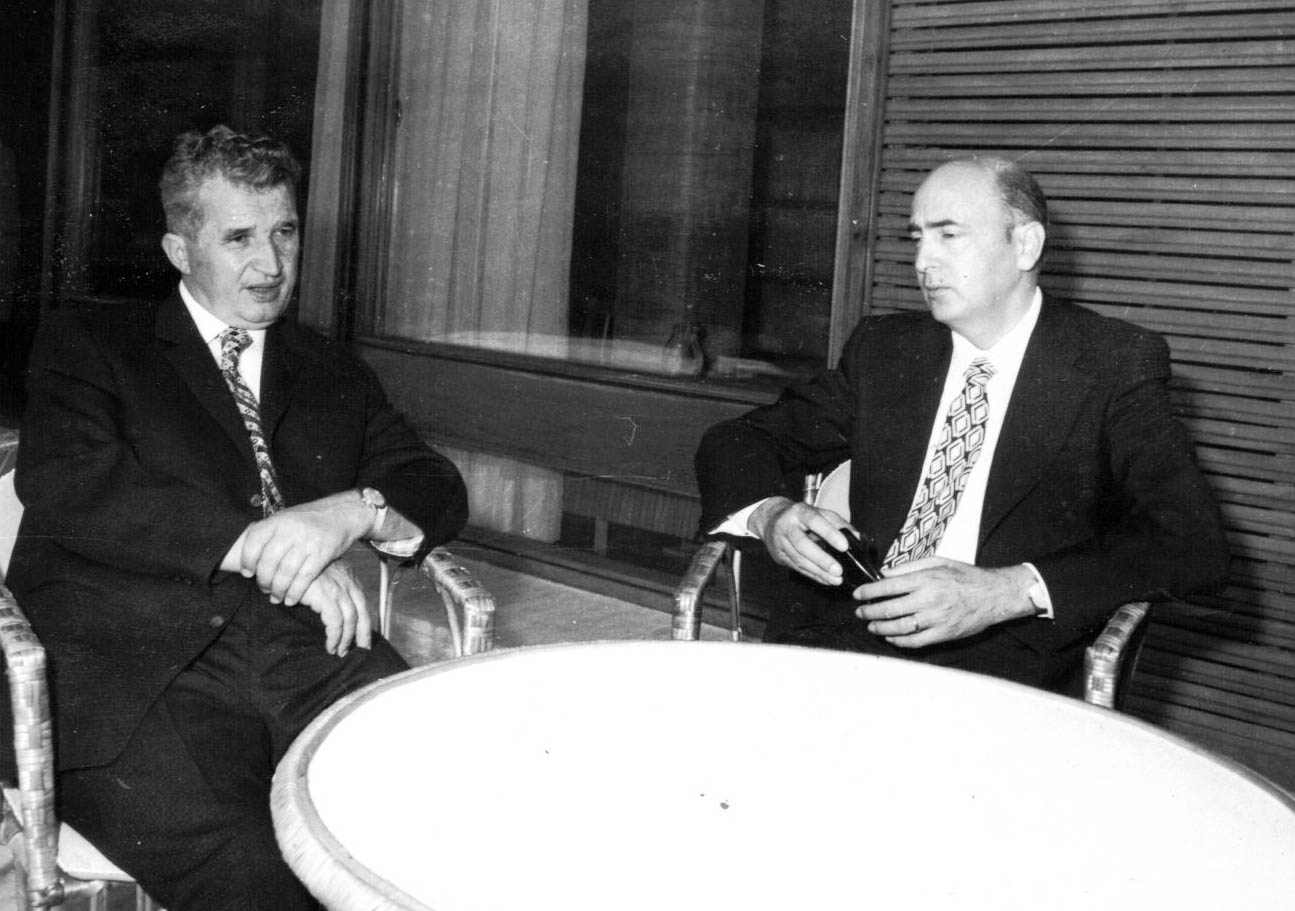
Nicolae Ceaușescu con Giorgio Napolitano, 1974

Divenne ben presto una figura popolare grazie alla sua politica di rifiuto della sovranità limitata, che sfidava la supremazia dell'Unione Sovietica e condannava lo sfruttamento di tipo neocoloniale subito dalla Romania, attuato anche attraverso le famigerate SovRom. Dal 1966 non partecipò più attivamente al Patto di Varsavia (sebbene formalmente la Romania ne rimanesse membro) e nel 1968 si rifiutò di prendere parte all'invasione della Cecoslovacchia da parte delle forze del Blocco Orientale, dichiarando in un discorso pubblico che l'invasione di un paese membro del Patto di Varsavia da parte di un altro Stato membro costituiva un pericolo per la pace e per il già precario equilibrio politico in Europa.

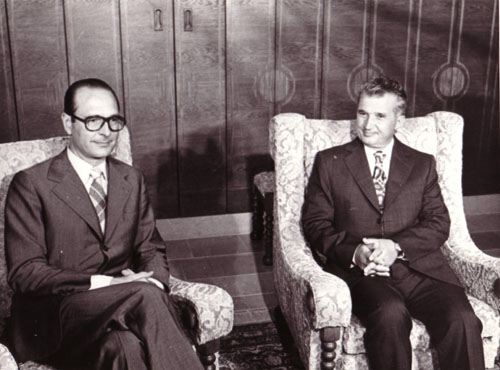
Ceaușescu insieme con il Primo ministro francese Jacques Chirac nella cittadina di Neptun (1975)

La tolleranza accordata dall'Unione Sovietica al comportamento di Ceaușescu diede alla Romania uno status di paese anticonformista rispetto ai restanti paesi dell'Est europeo. Nel 1974 Ceaușescu si insignì del titolo di Presidente della Romania, consolidando così il proprio potere. Egli seguì una politica indipendente nelle relazioni estere; per esempio la Romania fu uno dei soli tre paesi comunisti (gli altri due erano la Repubblica popolare cinese e la Jugoslavia, che però non erano legati all'URSS) a prendere parte ai Giochi della XXIII Olimpiade, organizzati a Los Angeles, negli Stati Uniti, nell'estate del 1984.
«Come è noto il Medio Oriente è stato teatro della guerra tra i paesi arabi e Israele, … Desideriamo ribadire agli amici arabi che non comprendiamo e non condividiamo la posizione di coloro che si pronunciano a favore della liquidazione dello Stato di Israele». Con queste parole il 24 luglio 1967 Ceaușescu si schierava in maniera contraria rispetto alle posizioni dell'intero blocco comunista, favorevole alla politica araba e avverso a quella di Israele.
Inoltre la Romania fu il primo dei paesi d'oltre cortina ad avere relazioni con la Comunità europea: nel 1974 fu sottoscritto un patto che includeva la Romania nel Sistema Generalizzato di Preferenze della Comunità e nel 1980 fu stipulato un accordo sui prodotti industriali.
In ogni caso, nonostante queste sue prese di distanza dalle posizioni sovietiche, Ceaușescu rifiutò qualsiasi ipotesi di riforma liberale: l'evoluzione del regime seguì il tracciato stalinista già delineato da Gheorghiu-Dej.
L'opposizione al controllo da parte sovietica fu dovuta alla determinazione di non procedere alla destalinizzazione. La polizia segreta (Securitate) mantenne un assoluto controllo sui media e su qualsiasi tipo di discorso e non tollerò nessun tipo di opposizione interna. A partire dal 1972, Ceaușescu istituì un programma di sistematizzazione della Romania. Presentato come un modo per costruire una "Società socialista sviluppata multilateralmente", il programma di demolizione, ristrutturazione e costruzione cominciò nelle campagne e culminò con un tentativo di completo rimodellamento della capitale del paese.
Oltre un quinto di Bucarest, incluse chiese e palazzi storici, venne demolito negli anni ottanta con l'intenzione di ricostruire la città nello stile voluto da Ceaușescu. La Casa del Popolo ("Casa Poporului") a Bucarest, adesso sede del Parlamento, è la seconda più grande costruzione al mondo dopo il Pentagono. Ceaușescu inoltre pianificò di distruggere molti villaggi con i bulldozer e di trasferirne gli abitanti in condomini cittadini, nell'ambito del suo programma di "urbanizzazione" e "industrializzazione". Il progetto di un'organizzazione non governativa, chiamato "Villaggi Fratelli", che creava dei collegamenti tra le comunità romene e quelle europee, potrebbe avere giocato un ruolo nel contrastare i piani governativi.

### Il decreto del 1966 e il bando dell'aborto

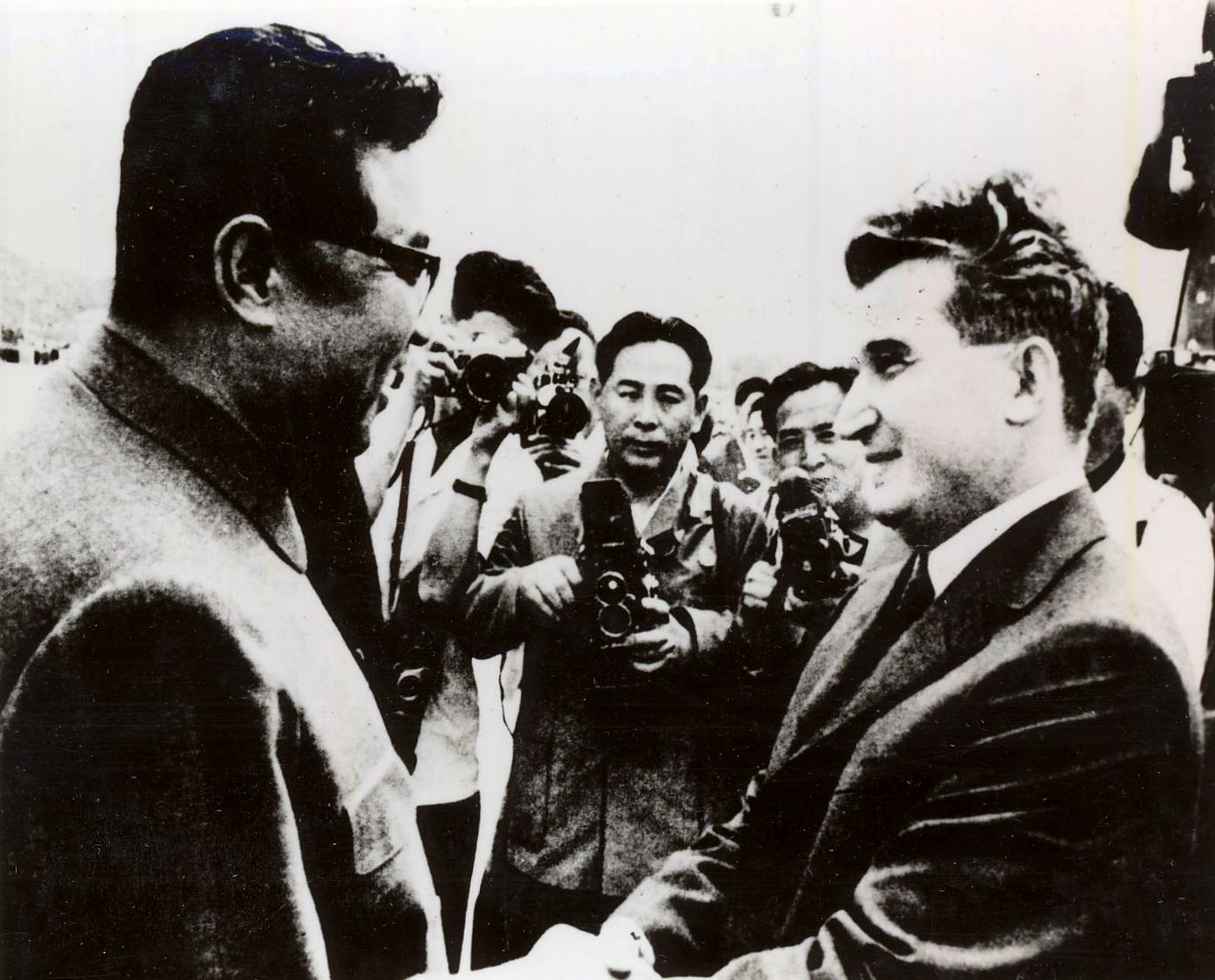
Ceaușescu incontra il leader della Corea del Nord Kim Il-sung nel 1971

Nel 1966 il regime decretò la messa al bando di qualsiasi forma di contraccezione o aborto e introdusse altre politiche a sostegno dell'incremento del tasso di natalità, inclusa una tassa tra il dieci e il venti per cento del reddito sia per gli uomini sia per le donne (sposati o celibi/nubili) che dopo i 25 anni fossero rimasti senza prole. L'aborto era ammesso solo per le donne sopra i quarantadue anni o già madri di quattro (successivamente cinque) bambini.
Le madri che avevano più di cinque figli ricevevano vari benefici, mentre le madri con più di dieci figli erano dichiarate madri-eroine, ricevevano una medaglia d'oro, un'automobile gratis, trasporto gratuito sui treni e altri bonus. Poche donne in ogni caso raggiunsero questi obiettivi: una famiglia rumena aveva mediamente tra i due e i tre bambini. Inoltre, un numero considerevole di donne morì o subì mutilazioni durante l'esecuzione di aborti clandestini.
Il governo si diede l'obiettivo di diminuire la percentuale dei divorzi rendendoli difficili da ottenere: fu infatti decretato che il matrimonio poteva essere annullato solo in casi eccezionali. Nei tardi anni sessanta la popolazione incominciò a crescere, accompagnata da un incremento della povertà e del numero di persone senza fissa dimora (bambini di strada) nelle aree urbane. Dall'altro lato un nuovo problema fu creato dalla crescita incontrollata del fenomeno dell'abbandono dei bambini, che portò alla conseguente crescita della popolazione degli orfanotrofi (vedi Cighid). Proprio per interessare la popolazione e indurla a prendersi cura di questi bambini i Ceaușescu ne avevano adottato uno, Valentin Ceaușescu (n. il 17 febbraio 1948). A causa dello stesso fallimentare moralismo sul finire degli anni ottanta la diffusione dell'AIDS fu favorita anche dalla decisione del governo di non riconoscere l'esistenza di questa malattia e di conseguenza di non consentire l'esecuzione del test HIV.

### Le tesi di luglio

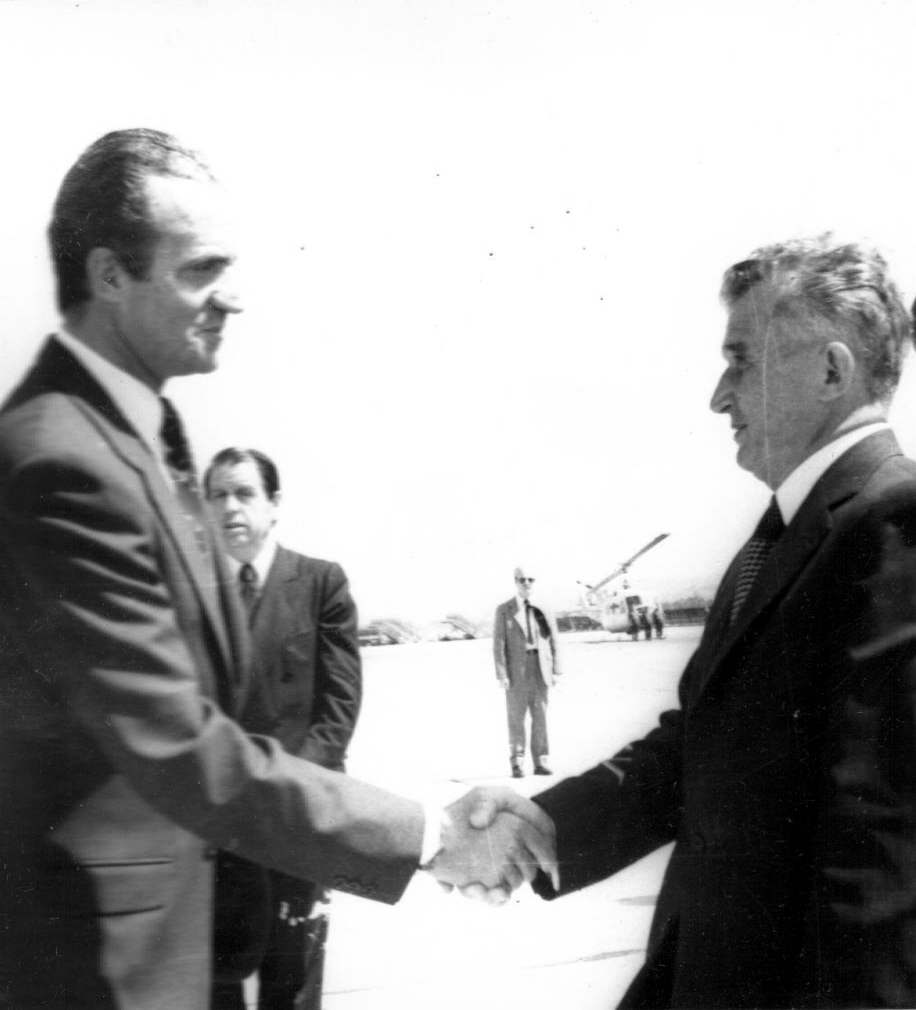
Ceaușescu viene accolto dal re Juan Carlos I di Spagna a Madrid, 1979

Ceaușescu visitò la Repubblica popolare cinese, il Vietnam del Nord e la Corea del Nord nel 1971 e rimase colpito dai modelli presenti in questi paesi. Mostrò grande interesse all'idea di una trasformazione totale della nazione insita nei programmi del Partito dei Lavoratori di Corea e nella Rivoluzione culturale cinese. Poco dopo essere tornato in Romania, cominciò a emulare il sistema nordcoreano influenzato dalla filosofia del Juche del presidente Kim Il-sung. I libri coreani sul Juche furono tradotti e ampiamente distribuiti nel paese. Il 6 luglio del 1971 Ceaușescu tenne un discorso per il comitato esecutivo del PCR. Questo, dall'intonazione similmaoista, conosciuto come "tesi di luglio", contiene diciassette proposte. Alcune di queste sono:
- continua crescita del ruolo di guida del partito;
- miglioramento dell'educazione del partito e una massiccia azione politica;
- fare partecipare i giovani al grande piano di costruzioni come parte del loro "lavoro patriottico";
- un'intensificazione dell'istruzione politico-ideologica nelle scuole e nelle università, così come tra i bambini, la gioventù e le organizzazioni studentesche;
- un'espansione della propaganda politica, coinvolgendo radio e spettacoli televisivi così come le case editrici, i teatri e il cinema, l'opera, il balletto e le unioni degli artisti, ecc.;
- promuovere un carattere "militante, rivoluzionario" nelle produzioni artistiche.

La liberalizzazione del 1965 veniva condannata e l'indice dei libri e degli autori proibiti veniva ristabilito: le tesi annunciavano l'inizio di una "piccola rivoluzione culturale", lanciavano un'offensiva neo-stalinista contro l'autonomia culturale, riaffermando una base ideologica per la letteratura che il Partito aveva in teoria abbandonato. Ceaușescu nell'occasione affermò che "un uomo che non scrive per tutto il suo popolo non è un poeta" e si presentò come il campione dei valori romeni, dando così inizio al suo culto della personalità.
Anche se presentato come una forma di "socialismo umanista" – il che, unitamente alla mancata partecipazione alla repressione praghese del 1968, gli guadagnò per oltre un decennio il favore dell'intelligencija di sinistra europea e francese in particolare – le tesi nei fatti riaffermavano un ritorno alle stringenti linee guida del realismo socialista e attaccavano gli intellettuali non allineati. Una stretta aderenza ideologica veniva richiesta nelle scienze umanistiche e sociali; la competenza e l'estetica vennero sostituite dall'ideologia, i professionisti vennero sostituiti dagli agitatori e la cultura divenne ancora una volta uno strumento per la propaganda politico-ideologica.

### La defezione di Pacepa

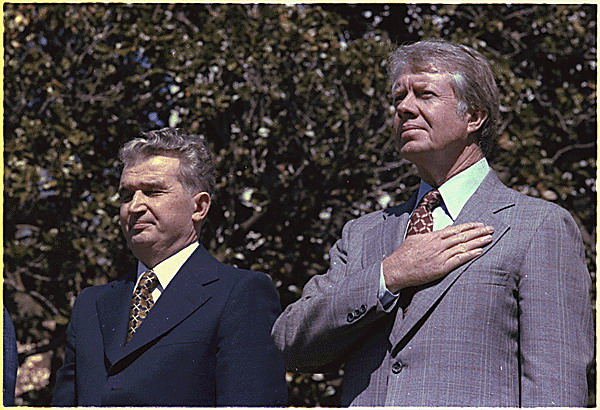
Ceaușescu nel 1978 insieme con il presidente statunitense Carter

Nel 1978 Ion Mihai Pacepa, uno dei più vecchi membri della polizia politica romena (Securitate), si rifugiò negli Stati Uniti. Generale a tre stelle, fu l'ufficiale di grado più alto che abbia abbandonato il blocco sovietico durante la guerra fredda. La sua fuga fu un potente colpo contro il regime, che costrinse Ceaușescu a rivedere l'organizzazione della Securitate. Il libro di Pacepa del 1986 Orizzonti rossi. Memorie di un capo delle spie comuniste (ISBN 88-7165-065-4) rivela particolari del regime di Ceaușescu, come il massiccio spionaggio delle industrie statunitensi e i suoi elaborati sforzi per ottenere il sostegno politico dell'Occidente.
Dopo la defezione di Pacepa il paese si isolò e la crescita economica si arrestò. I servizi segreti stranieri presero a infiltrarsi in quelli di Ceaușescu, il quale cominciò a perdere il dominio del paese. Tentò diverse risistemazioni del controspionaggio nel tentativo di liberarsi dei vecchi collaboratori di Pacepa, ma ciò si rivelò fallimentare.
Secondo la dichiarazione ufficiale fatta dal presidente Ion Iliescu quando Pacepa chiese di riottenere le sue proprietà e la sua posizione, Pacepa era "un uomo confuso" che aveva ammassato proprietà illegali in Romania, approfittando della sua posizione influente. La suprema corte romena si dichiarò d'accordo con la sentenza nº 41/1999 che aveva cancellato la condanna a morte di Pacepa, gli ridiede il suo grado militare e ordinò la restituzione delle sue proprietà.

### Il debito estero

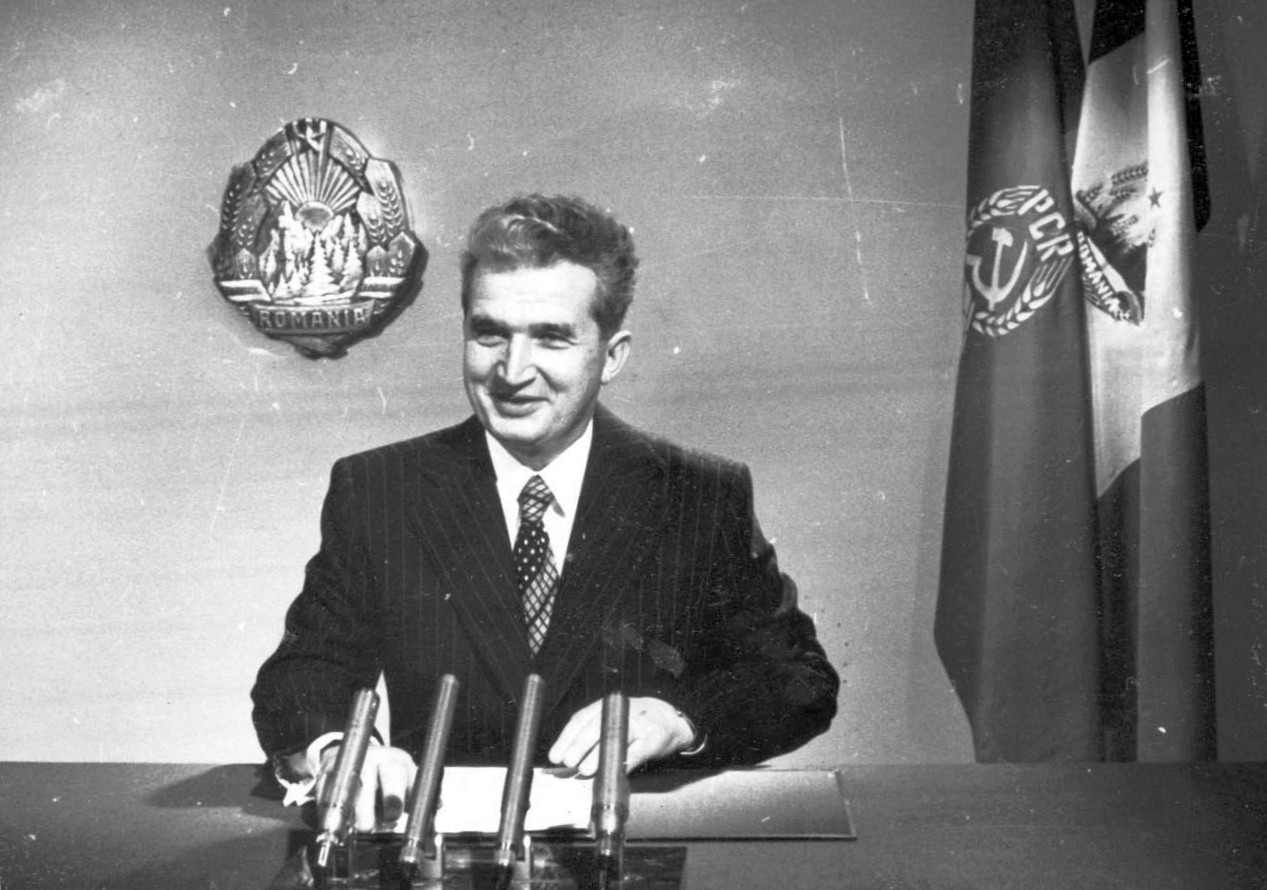
Ceaușescu rivolge il suo messaggio di Capodanno a TV e radio

Nonostante il suo dominio fosse sempre più totalitario, l'indipendenza politica di Ceaușescu dall'Unione Sovietica e le sue proteste contro l'invasione della Cecoslovacchia nel 1968 fecero crescere l'interesse delle potenze occidentali che credettero, brevemente, che fosse un antisovietico e un anticonformista, e sperarono tramite lui di creare uno scisma nel Patto di Varsavia. Ceaușescu non comprese che i finanziamenti non gli erano sempre molto favorevoli. Ceaușescu accettò un grosso prestito (più di $13 miliardi) dall'Occidente per finanziare programmi di sviluppo economico, ma questi prestiti in ultimo devastarono la situazione finanziaria del paese.
In un tentativo di correre ai ripari, Ceaușescu decise di sradicare il debito straniero della Romania. Organizzò il referendum del 1986 sul taglio delle spese militari e tramite esso cambiò la Costituzione, aggiungendo una clausola che proibiva alla Romania in futuro di contrarre debiti esteri. Il risultato del referendum fu un "sì" praticamente unanime. Negli anni ottanta Ceaușescu ordinò l'esportazione della maggior parte della produzione agricola e industriale del paese per rimborsare i debiti. La penuria nazionale risultante trasformò la vita quotidiana dei cittadini romeni in una lotta per la sopravvivenza: fu introdotto il razionamento del cibo, la riduzione del riscaldamento domestico a 13 °C; la penuria di benzina e le interruzioni di erogazione di energia elettrica divennero la regola.
Si registrò un netto calo nella qualità della vita (specialmente riguardo alla disponibilità di cibo e di beni nei negozi) tra il 1982 e il 1989. La spiegazione ufficiale era che il paese stava pagando i suoi debiti e le persone accettavano le conseguenti sofferenze, credendo che sarebbero durate per poco e che alla fine la situazione sarebbe migliorata. Il debito fu pagato interamente nell'estate del 1989, poco prima che Ceaușescu venisse spodestato. Le esportazioni forzate e la penuria di generi di prima necessità durarono tuttavia fino alla fine dell'anno.

### Il tramonto del regime
Nel 1989 Ceaușescu stava dando segnali di essere completamente avulso dalla realtà del paese. Mentre la Romania attraversava un periodo di estreme difficoltà con lunghe file di persone in cerca di cibo davanti a negozi alimentari vuoti, Ceaușescu veniva mostrato in TV mentre entrava in negozi ben riforniti e decantava l'"alta qualità della vita" raggiunta sotto la sua guida. Nel 1989, giornalmente, la TV trasmetteva una lista dei kolkhoz che avevano raggiunto dei record nel raccolto, in aperta contraddizione con quella che era l'esperienza pratica del livello medio di disponibilità di viveri da parte dei romeni.
Alcune persone, credendo che Ceaușescu non riuscisse a rendersi conto della situazione reale del paese, provarono a consegnargli a mano delle lettere quando era in visita per il paese. Comunque ogni qualvolta riceveva una lettera Ceaușescu la consegnava subito ai suoi consiglieri per la sicurezza. Il fatto se Ceaușescu abbia o meno mai letto queste petizioni rimarrà probabilmente per sempre ignoto. La gente venne fortemente scoraggiata a rivolgersi direttamente a lui e si diffuse una sensazione generalizzata che la situazione avesse ormai toccato il fondo.
Un timido dissenso si fece sentire anche all'interno del Partito Comunista Romeno. Nel marzo 1989 sei dissidenti comunisti che in passato avevano rivestito incarichi di alto profilo in seno alla Repubblica Socialista (tra i quali Gheorghe Apostol) pubblicarono la Lettera dei Sei, documento di protesta contro Ceauşescu, considerato colpevole di affamare la popolazione. Il regime reagì con l'arresto di tutti gli autori.

## Personalità e autoritarismo

### Culto della personalità e autoritarismo

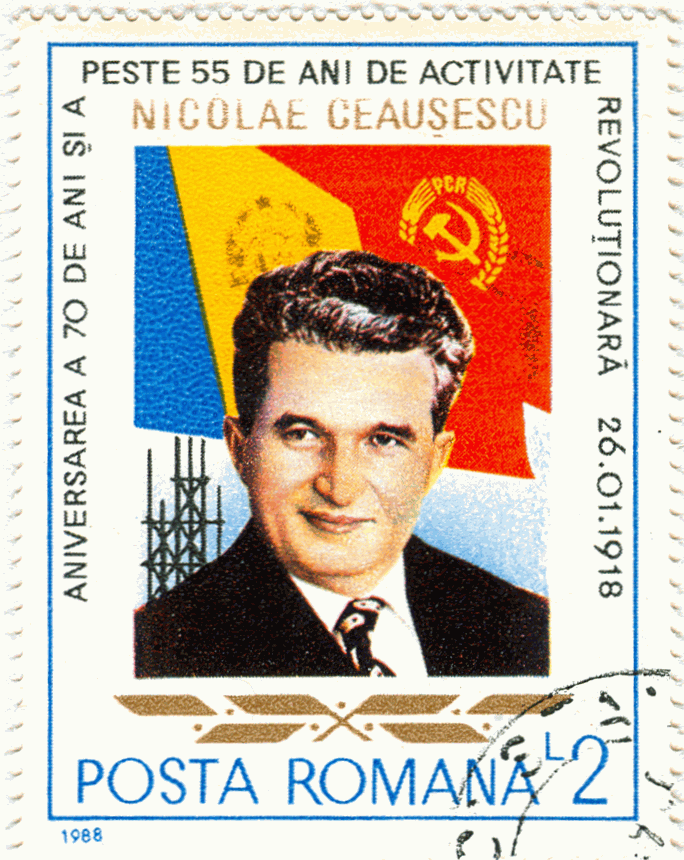
Francobollo commemorativo per il 70º compleanno (e 55 anni di attività politica) di Nicolae Ceaușescu, 1988

Come Kim Il-sung nella Corea del Nord Ceaușescu creò un pervadente culto della personalità, dando a sé stesso i titoli di "Conducător" ("Condottiero") e "Geniul din Carpați" ("Genio dei Carpazi"), con l'aiuto dei poeti della cultura del proletariato (Proletkult) tra i quali Adrian Păunescu e Corneliu Vadim Tudor e addirittura facendosi fare uno scettro, simile a quello del Re di Romania. Questi eccessi spinsero il pittore Salvador Dalí a spedire un telegramma di congratulazioni al "Conducător". Il giornale del Partito Comunista Scînteia pubblicò il messaggio, senza rendersi conto che Dalì lo aveva scritto con intento decisamente ironico. Per impedire nuovi tradimenti dopo quello di Pacepa, Ceaușescu dette a sua moglie Elena (che nel culto personalistico veniva dipinta come una grande luminare scientifica) e ad altri membri della sua famiglia importanti incarichi di governo.

### Statista

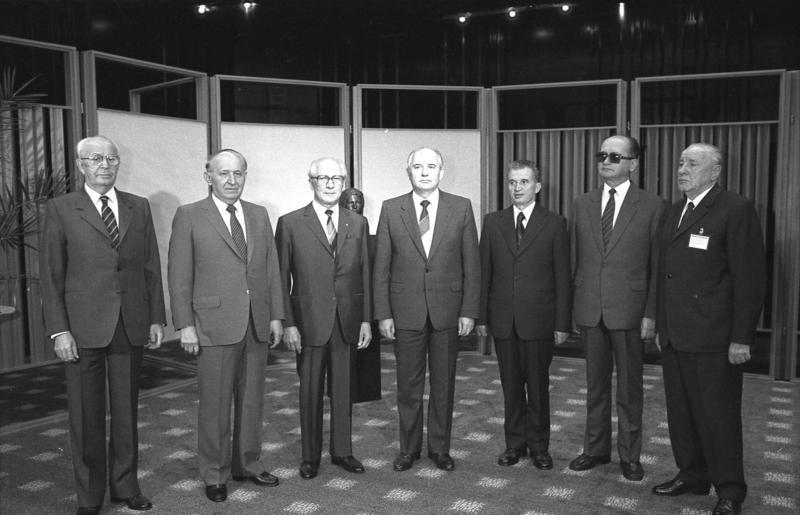
Con i leader del Patto di Varsavia, 1987 (da sinistra): Husák della Cecoslovacchia, Živkov della Bulgaria, Honecker della Germania Est, Gorbačëv dell'URSS, Ceaușescu, Jaruzelski della Polonia e Kádár dell'Ungheria

La Romania di Ceaușescu fu l'unico paese comunista che mantenne relazioni diplomatiche con Israele senza interromperle, dopo l'inizio della preventiva guerra dei sei giorni nel 1967 contro gli Stati vicini di Egitto, Giordania e Siria. Ceaușescu si impegnò come mediatore fra OLP e Israele.
Sotto Ceaușescu la Romania era la quarta più grande esportatrice europea di armi. Ciononostante molte delle azioni di Ceaușescu suggeriscono che una delle sue ambizioni era vincere un Premio Nobel per la pace. Organizzò, con successo, un referendum per ridurre le dimensioni dell'esercito romeno del 5%. Tenne grandi raduni per la pace e scrisse un poema che divenne parte di ogni manuale di letteratura. Il suo poema parafrasava Isaia 5:4 ed era (in una traduzione letterale):
Fateci trarre trattori dai cannoni,
dalle luci e sorgenti atomiche
dai missili nucleari
aratri per lavorare i campi.
Ceaușescu tentò anche di influenzare e guidare i paesi africani. Era un buon alleato e amico personale del corrotto dittatore cleptocrate Mobutu Sese Seko della Repubblica Democratica del Congo. Le relazioni non erano solo da Stato a Stato ma anche tra partito e partito, MBR e Partito Comunista Rumeno; molti credono la sua morte abbia influenzato Mobutu nella "democratizzazione" dello Zaire nel 1990. Oltre a ciò la Francia insignì Ceaușescu della Legion d'onore e nel 1978 divenne un HBK (Honorary British Knight) (GCB, rimosso) nel Regno Unito, mentre ci furono manovre per iscrivere la consorte Elena Ceaușescu nell'Accademia delle Scienze negli Stati Uniti; tutti questi e molti di più furono le manovre organizzate dai Ceaușescu attraverso gli addetti consolari alle ambasciate rumene dei paesi coinvolti.
La Romania di Ceaușescu fu l'unico paese del Patto di Varsavia che non ruppe le relazioni diplomatiche con il Cile dopo il colpo di Stato di Augusto Pinochet, nonché l'unico a partecipare ai Giochi olimpici del 1984 che si tennero a Los Angeles (gli altri Stati membri aderirono infatti al boicottaggio adottato dall'Unione Sovietica).

### Debolezze nella leadership
Il controllo stalinista esercitato da Ceaușescu su ogni aspetto religioso, educativo, commerciale, sociale della vita civile aggravò ulteriormente la situazione. Nel 1987 un tentativo di sciopero a Brașov fallì: l'esercito occupò le fabbriche e represse le dimostrazioni dei lavoratori. Il controllo pressante attuato dal regime comunista fu effettuato specialmente dall'opera della Securitate.
Durante il 1989 Ceaușescu si trovò sempre più isolato, anche nel mondo comunista: propose ad agosto un vertice per discutere i problemi del comunismo est-europeo e "difendere il socialismo" in questi paesi, ma la sua proposta fu rifiutata dagli Stati del Patto di Varsavia e dalla Cina. Anche dopo che cadde il Muro di Berlino e che il suo compagno bulgaro Todor Živkov fu sostituito nel novembre 1989, Ceaușescu ignorò la minaccia alla sua posizione in quanto ultimo presidente alla "vecchia maniera comunista" presente in Europa orientale.

## Rivoluzione e collasso del regime

### Rivoluzione
Il regime di Ceaușescu crollò dopo una serie di eventi violenti avvenuti a Timișoara e a Bucarest nel dicembre 1989. Nel novembre dello stesso anno Ceaușescu, che aveva 71 anni, fu rieletto dal XIV congresso del Partito Comunista Rumeno (PCR) per altri cinque anni a guida del PCR. Le dimostrazioni a Timișoara furono provocate dal tentativo del governo di espellere László Tőkés, un popolare sacerdote ungherese, accusato di incitare all'odio etnico. I membri della sua congregazione, di etnia ungherese, circondarono il suo appartamento in segno di appoggio.
Molti studenti rumeni decisero spontaneamente di unirsi nella manifestazione che a questo punto era solo lontanamente collegata alla causa originaria e divenne invece principalmente una manifestazione anti-governativa. L'esercito, la polizia e la Securitate spararono sui manifestanti il 17 dicembre 1989. All'evento venne data ampia diffusione da radio Voice of America e dagli studenti di Timișoara che ritornavano a casa per le feste di Natale. Il 18 dicembre Ceaușescu partì per una visita di Stato in Iran, lasciando il compito di sopprimere la rivolta di Timișoara ai suoi collaboratori e a sua moglie.
Dopo il suo ritorno, avvenuto il 20 dicembre, la situazione si presentava ancora tesa e lui volle pronunciare un discorso da uno studio TV nel palazzo del Comitato centrale (palazzo CC), nel quale parlò degli eventi di Timișoara in termini di «interferenze di forze straniere negli affari interni rumeni» e di un'«aggressione straniera alla sovranità della Romania». Il paese, che non aveva avuto informazioni dei fatti di Timișoara da parte dei media nazionali, le ebbe da radio Voice of America e da Radio Free Europe e grazie al passaparola. Un raduno di massa fu inscenato per il giorno successivo, 21 dicembre, e fu presentato, dai canali ufficiali, come «uno spontaneo movimento di supporto a Ceaușescu», riferendosi all'incontro del 1968 durante il quale Ceaușescu aveva parlato contro l'invasione della Cecoslovacchia da parte delle forze del Patto di Varsavia.
Il 21 dicembre il raduno, tenuto in quella che attualmente è Piazza della Rivoluzione, degenerò nel caos. L'espressione di sconcerto sul viso di Ceaușescu, nel momento in cui incominciano i boati di protesta della folla, segna il momento del crollo definitivo del comunismo nell'Est europeo. La coppia sbalordita (al dittatore si unì la moglie), non riuscendo a controllare la folla si rifugiò all'interno del palazzo CC, dove rimase fino al giorno dopo. Nello stesso giorno si ebbe una rivolta della popolazione di Bucarest, che si era riunita in Piazza dell'Università e affrontò polizia ed esercito sulle barricate. Questi eventi iniziali sono considerati una rivoluzione genuina, non manipolata. Comunque, i ribelli disarmati non potevano affrontare l'apparato militare concentrato a Bucarest che ripulì le strade entro mezzanotte arrestando nel frattempo centinaia di persone.
Anche se la trasmissione della televisione nazionale del giorno precedente sulla «manifestazione di appoggio» e degli eventi seguenti era stata interrotta, la reazione senile di Ceaușescu agli eventi era già divenuta parte della memoria collettiva del paese. Dalla mattina del 22 dicembre la ribellione si era diffusa in tutte le maggiori città. La morte sospetta del ministro della difesa Vasile Milea fu annunciata dai media. Immediatamente dopo Ceaușescu presiedette la riunione del CPEX e assunse il comando dell'esercito. Fece un tentativo di disperdere la folla radunata di fronte al palazzo CC, ma questa mossa disperata fu rifiutata dai ribelli che forzarono le porte dell'edificio lasciato indifeso dall'esercito, dalla polizia e dalla Securitate. La coppia Ceaușescu fuggì con un elicottero dalla cima del palazzo CC, scelta che si rivelò fatale, dato che avrebbe avuto maggior fortuna usando i tunnel sotterranei esistenti.

### Deposizione
Gli eventi del dicembre 1989 rimangono controversi. Molti, incluso Filip Teodorescu, all'epoca alto ufficiale della Securitate, affermano che un gruppo di generali cospiratori della Securitate colse l'opportunità per effettuare un colpo di Stato a Bucarest. Altri hanno fatto più specifiche rivelazioni sulla natura della cospirazione. Il colonnello Burlan afferma che il colpo di Stato, preparato fin dal 1982, era stato progettato originariamente per le feste di Capodanno, ma venne successivamente anticipato per approfittare del clima politico. Rimane tuttavia questione controversa se vi fosse veramente una precedente cospirazione, e in questo caso chi ne fosse coinvolto.
A oggi vi sono teorie discordanti sull'origine della rivoluzione, ovvero se questa abbia tratto origine da un movimento di protesta popolare spontaneo, o se sia stata supportata da varie figure appartenenti all'apparato militare che abbiano approfittato delle proteste pubbliche, nel tentativo di prendere potere per essi o per soggetti da loro sostenuti. Il 22 dicembre l'esercito era senza una guida, infatti Ceaușescu (il capo ufficiale dell'esercito) era oramai scomparso, essendo stato spedito dal suo consigliere (e possibile cospiratore) Stănculescu in campagna, e il ministro della difesa Vasile Milea era morto (inizialmente i leader della "rivoluzione" sostennero che Milea era stato assassinato da Ceaușescu, ma avrebbe potuto essere stato ucciso dai cospiratori, facendo apparire il tutto come un suicidio, perché avrebbe potuto rifiutarsi di unirsi a loro).
La (attuale) versione ufficiale del suicidio non ha pressoché credibilità. Confusi, gli ufficiali dell'esercito decisero di evitare conflitti dichiarando che avrebbero fraternizzato con i dimostranti (almeno questi furono gli ordini e le spiegazioni che diedero ai soldati nei luoghi degli eventi principali di Bucarest). Scontri violenti avvennero all'aeroporto di Bucarest-Otopeni, tra truppe spedite l'una contro l'altra con il pretesto che avrebbero dovuto affrontare dei terroristi. Ci sono vari rapporti di eventi simili. Filip Teodorescu dichiara che un certo numero di provocatori, che potrebbero essere molto pochi e forse russi, provocò vari incidenti (inclusi alcuni in Timișoara); inoltre dichiara che il livello della violenza fu grandemente esacerbato da elementi militari che propagandarono il mito dei "securitate-terroristi".
In un caso discusso alla televisione romena nel 1989 una guarnigione di soldati affiliati alla Securitate (i cui coscritti prestavano diciotto mesi di servizio di leva) affermò di aver ricevuto ordini per andare e difendere la città dai terroristi di Ceaușescu (che all'epoca si riteneva fossero una fazione disobbediente della Securitate, in quanto questa fraternizzò apertamente con la rivoluzione), mentre in città fu annunciato che i soldati della Securitate stavano venendo ad attaccare la guarnigione regolare. Centinaia di persone si disposero volontariamente a lottare contro le truppe in arrivo. In quel particolare caso, il capo della guarnigione della Securitate avvertì che qualche cosa non andava e rifiutò di entrare in città. Secondo il libro del colonnello Dumitru Burlan, i generali che facevano parte della cospirazione (condotti dal generale Victor Stănculescu) tentarono di creare questi terroristi fittizi per ispirare paura e mettere l'esercito a margine del complotto.

### Teoria del colpo di Stato
Secondo la teoria del complotto i generali Stănculescu e Neagoe (che ne erano a capo) erano tra i consiglieri di sicurezza più vicini a Ceaușescu, e lo convinsero a tenere un raduno di massa in una piazza in cui erano state posizionate delle armi automatiche comandate a distanza. Durante il discorso di Ceaușescu le armi vennero azionate e si misero a sparare casualmente sulla folla, mentre agitatori si misero a gridare con dei megafoni contro Ceaușescu. Impaurite, le persone tentarono inizialmente di fuggire. Essendogli stato detto con i megafoni che la repressiva Securitate di Ceaușescu avrebbe sparato su loro e che una "rivoluzione" era in atto, le persone furono convinte a unirsi alla "rivoluzione". Il raduno si trasformò in una dimostrazione di protesta.
La motivazione del presunto colpo di Stato, come può essere desunta dai fatti, sembra complessa. La prima legge abolita (senza alcun referendum o legalità) dalla nuova leadership fu l'articolo della costituzione che impediva allo Stato di contrarre debiti. In quel momento i debiti erano stati tutti ripianati, il che rende più complesso rintracciare i beneficiari di questi nuovi e desiderati debiti: persone, statisti corrotti, o banche internazionali. Anche gli interessi personali vennero serviti, come avvenne anche per il KGB in Unione Sovietica. Alcuni desumono che Iliescu avesse collegamenti con il KGB; le accuse sono continuate nel corso del 2003-2008, quando il dissidente russo Vladimir Bukovskij, a cui era stato concesso l'accesso agli archivi sovietici, dichiarò che Iliescu e alcuni dei membri CFSN erano agenti del KGB, che Iliescu era stato in stretta connessione con Michail Gorbačëv sempre da quando si erano presumibilmente incontrati durante il soggiorno di Iliescu a Mosca, e che la rivoluzione romena del 1989 fu un complotto organizzato dal KGB per riprendere il controllo delle politiche del paese (gradualmente perso sotto il regime di Ceaușescu), ossia non una rivoluzione anti-comunista come si suol credere, ma un colpo di Stato simile a quello che successivamente sarebbe accaduto in URSS quindi per riportare la Romania sotto una certa "ortodossia" comunista e filo-sovietica che con Ceaușescu era venuta meno. È utile ricordare difatti che la Romania fu, tra i paesi dell'ex blocco comunista, quello nel quale l'apparato politico ed economico comunista continuò a permanere ancora per anni dopo il 1989, subendo una lenta trasformazione anziché repentina, e solo a partire dalla caduta dell'URSS. Le stesse persone della Securitate nel colpo di Stato si spartirono successivamente tra loro la maggior parte dell'industria romena (300 persone, molte delle quali personaggi della "rivoluzione" e leader politici, ora possiedono una ricchezza paragonabile all'intero prodotto interno lordo della nazione). Alcuni dei partecipanti (probabilmente la citazione si riferisce a Iliescu) erano semplicemente invidiosi della fama di Ceaușescu.

### La fine di Ceaușescu

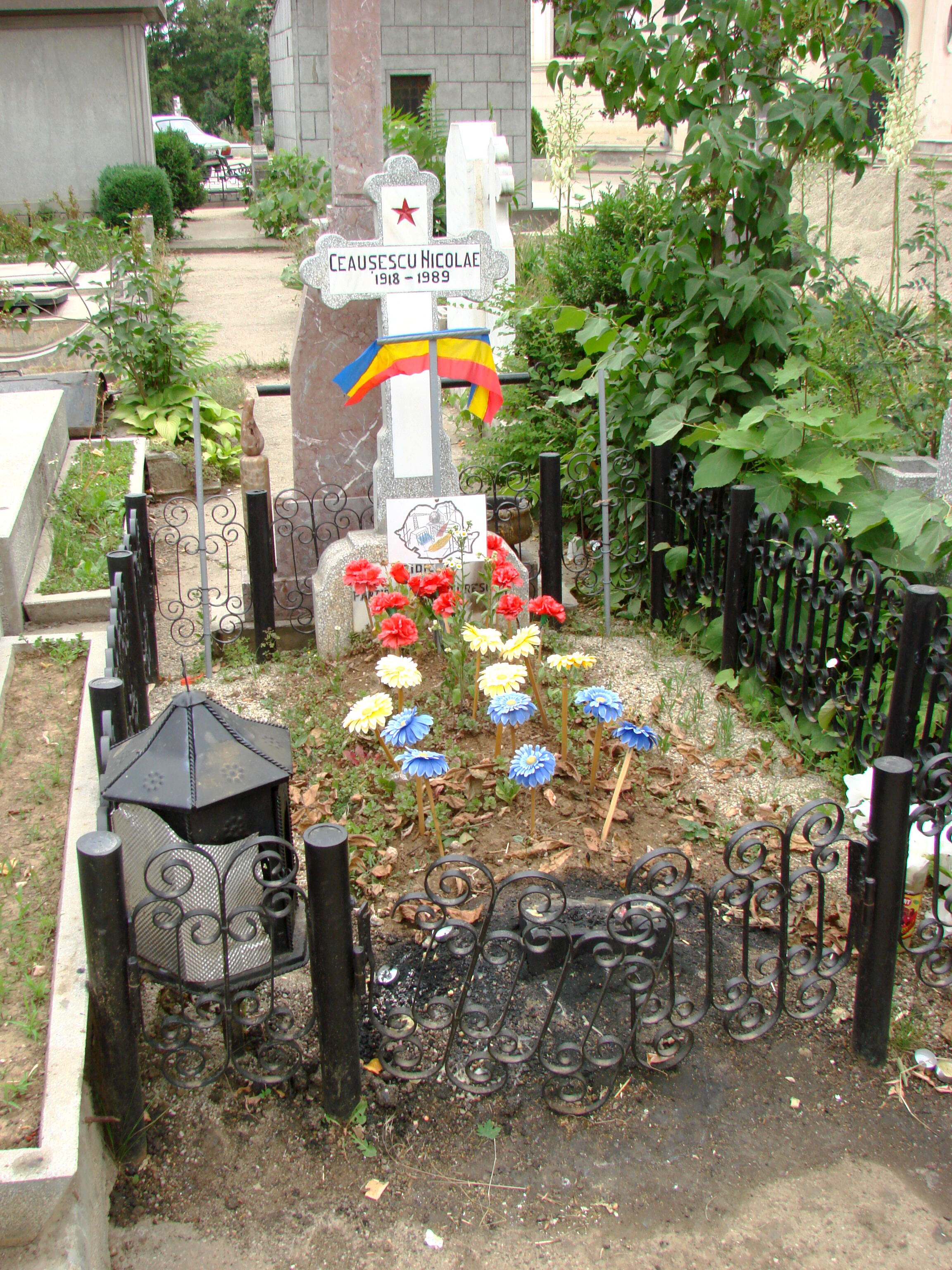
Vecchia tomba di Nicolae Ceaușescu nel cimitero di Ghencea (Bucarest)

La guardia di Ceaușescu era relativamente piccola rispetto a quella dell'attuale governo romeno: contava solamente quaranta persone per le sue residenze e per l'intera famiglia. Il capo di questa guardia, il colonnello Dumitru Burlan, sostiene che i suoi uomini avevano in dotazione solamente due armi automatiche (insufficienti per qualsiasi difesa seria). Burlan afferma che Ceaușescu era troppo fiducioso del fatto che il popolo romeno lo amasse, e credeva di non avere bisogno di difesa. Questo spiega molto della facilità con la quale Ceaușescu fu catturato e deposto. Nello stesso giorno Ceaușescu e sua moglie Elena Ceaușescu abbandonarono il palazzo presidenziale con un elicottero SA 365 Dauphin - un attendente tenne una pistola puntata alla testa del pilota Vasile Maluţan - in compagnia di Emil Bobu e Manea Mănescu. Con loro vi erano due membri della Securitate (Florian Raț e Marian Rusu), assieme al copilota Mihai Ștefan e al meccanico di bordo Stelian Drăgoi. Si diressero verso la loro residenza di Snagov ma dopo 45 minuti di volo l'elicottero fu abbandonato vicino a Targoviște in quanto l'esercito aveva dichiarato chiuso lo spazio aereo romeno. La coppia presidenziale continuò a fuggire attraverso la campagna più o meno senza meta.
La fuga ebbe episodi grotteschi: un inseguimento in macchina per sfuggire a dei cittadini che tentarono di arrestarli, l'abbandono dei loro aiutanti, un breve soggiorno in una scuola agraria. I Ceaușescu vennero infine catturati e tenuti in un veicolo trasporto truppe TABC-79 per molte ore, mentre i soldati ascoltavano la radio, presumibilmente per capire quale fazione politica stesse prendendo il potere. I militari alla fine consegnarono la coppia presidenziale all'esercito. I due furono condannati a morte il 25 dicembre, da un "tribunale volante" militare tenutosi nella caserma 01417 di Târgoviște dopo soli 55 minuti di camera di consiglio, con l'accusa principale di genocidio per la strage di Timișoara (notizia che poi si rivelò un falso, in realtà si trattava di una strage di civili con circa 100 vittime) e con l'aggravante di avere condotto la popolazione romena alla povertà e di avere accumulato illegalmente ricchezze.
I coniugi Ceaușescu furono giustiziati alle ore 14:45 locali da un plotone d'esecuzione formato dall'élite del reggimento paracadutisti: il capitano Ionel Boeru, il sergente Dorin-Marian Cârlan e il sergente maggiore Octavian Gheorghiu. Per sparare i tre militari usarono dei fucili d'assalto AK-47 (il cosiddetto Kalashnikov). I Ceaușescu caddero sotto oltre cento colpi e il fuoco fu aperto troppo presto per la troupe del film che coprì gli eventi della registrazione stessa. Il plotone cominciò a sparare appena i due si trovarono in posizione contro il muro: Boeru sparò un totale di tre raffiche colpendo rispettivamente alle ginocchia e al torace dell'ex dittatore, uccidendolo istantaneamente, e l'ultima raffica la puntò invece verso Elena, che crollò alla sua destra crivellata di proiettili. Cârlan si dimenticò di cambiare il suo fucile in modalità automatica ed esplose un solo colpo, mentre Gheorghiu sparò anch'egli un singolo proiettile poco tempo dopo.
Dopo la sparatoria i corpi furono coperti da un telo e caricati a bordo di un elicottero per essere trasportati a Bucarest. Il processo fu registrato dal colonnello Ion Baiu, appositamente chiamato dal generale Stănculescu, con una videocamera Panasonic M7. Il nastro fu subito trasmesso dai media francesi e da quelli di altri Paesi occidentali. Il giorno seguente il nastro del processo e le foto dei loro corpi (ma non l'esecuzione stessa, che sfuggì alle riprese poiché eseguita rapidamente) fu trasmesso dalla televisione per il pubblico rumeno. È stato poi da allora ritrasmesso regolarmente sulla televisione nazionale a ogni Natale. Prima di morire Ceaușescu dichiarò che la storia avrebbe dato un buon giudizio sul suo operato e cominciò a cantare L'Internazionale, mentre la moglie gridò di "andare tutti all'inferno".

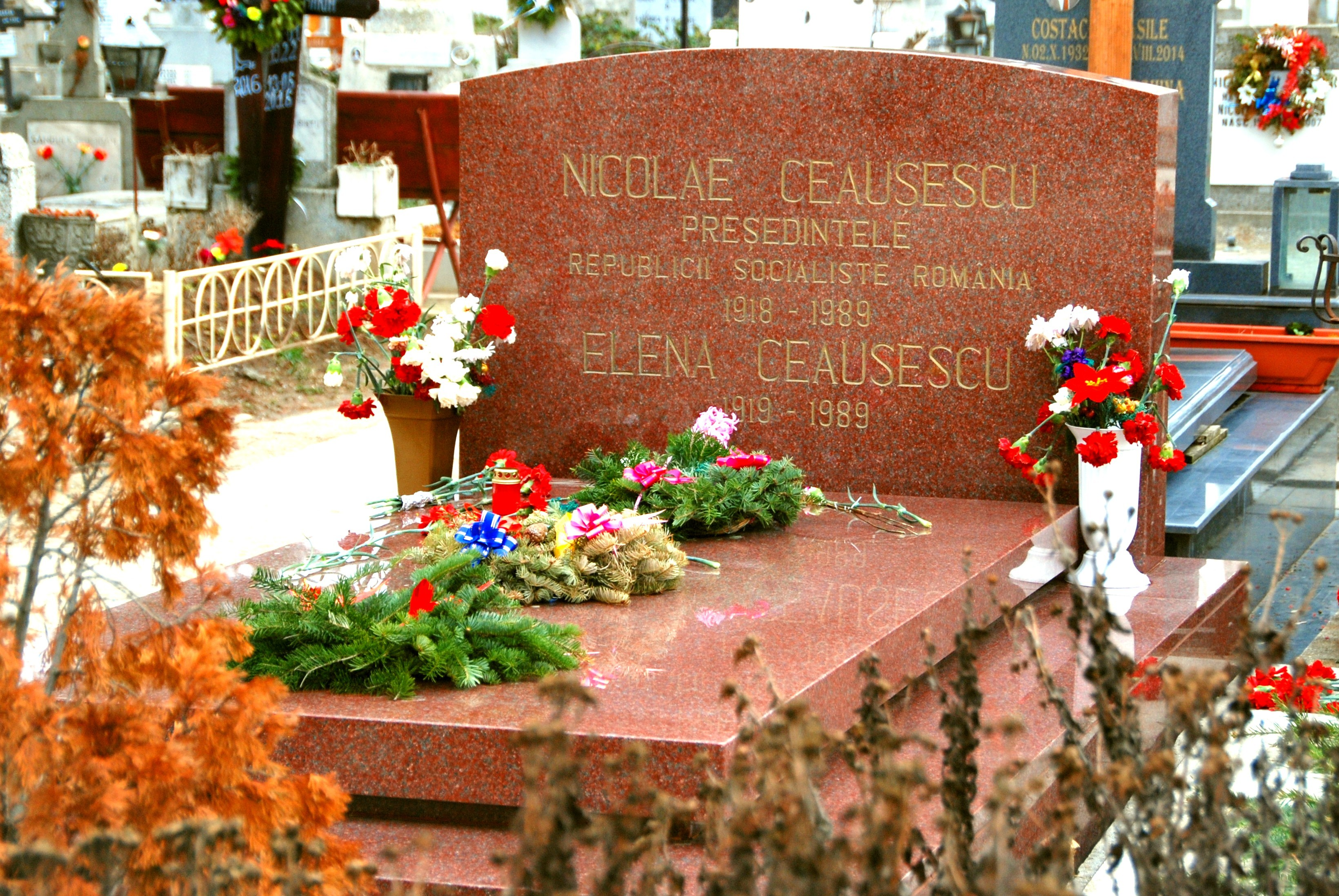
Nuova tomba di Nicolae ed Elena Ceaușescu nel cimitero di Ghencea a Bucarest dal 2005

Le tombe della coppia Ceaușescu furono inizialmente poste nel cimitero di Ghencea a Bucarest. Nicolae ed Elena non furono seppelliti insieme, ma ai due estremi di un percorso. Le loro tombe erano senza pretese, ma tendevano a essere coperte da fiori e simboli del passato regime. Alcuni romeni non credettero per lungo tempo che le tombe contenessero i corpi della coppia assassinata. Nicu Ceaușescu, il figlio, che morì nel 1996, è seppellito nello stesso cimitero, ma ha una tomba più "ricca". Secondo il Jurnalul Național, furono fatte richieste dalla loro figlia e da parte dei loro sostenitori politici per traslocarli in un mausoleo o in una chiesa ortodossa fatta costruire da Nicu Ceaușescu,  i cui muri furono decorati con i ritratti della coppia, ma tali richieste furono respinte da parte dello Stato romeno.
La Romania è stato l'unico paese del blocco orientale ad avere rovesciato violentemente il suo regime comunista. Nel luglio del 2010 le autorità romene hanno riesumato i corpi per il riconoscimento attraverso l'analisi del DNA e attualmente Nicolae Ceaușescu e sua moglie Elena sono seppelliti in un'unica tomba in granito rosso. Dopo la sua morte il giudizio su Ceaușescu in Romania è migliorato. Mari Români, un popolare show televisivo, ha condotto un sondaggio informale fra i romeni da cui è risultato che Ceaușescu è considerato l'undicesimo romeno di tutti i tempi in ordine di importanza; nel 2014 un altro sondaggio ha evidenziato che addirittura il 66% dei romeni ha un'opinione positiva del suo operato. In ogni caso elogiare Nicolae Ceaușescu sui media è proibito dalla legge romena. Dinel Staicu ha ricevuto una multa da 250 milioni di lei (circa 9 000 dollari statunitensi) per avere elogiato Ceaușescu e mostrato delle sue foto sulla propria televisione privata (3TV Oltenia).

## I conti segreti di Ceaușescu
Lo stipendio mensile ufficiale di Ceaușescu era di 18 000 lei (equivalenti a 1 200 dollari statunitensi al cambio ufficiale del 1989, di circa 1 dollaro a 14,92 lei e pari allo stipendio medio USA nello stesso periodo). Di questi, circa 5 000 lei al mese venivano depositati in banca per i suoi figli. Inoltre riceveva dei regali (per esempio una maniglia di una porta placcata in oro) da paesi e organizzazioni visitati, la cui appropriazione indebita fu una delle accuse rivoltegli durante il processo. Mentre egli tentò di tenere a freno le proprie spese, il figlio Nicu fu molto meno attento e le voci al riguardo abbondarono, tra le quali quella che avesse pagato un debito di gioco in cui era incorso a Las Vegas con un allevamento di cavalli che apparteneva al Partito Comunista (l'allevamento Jegalia, in precedenza amministrato dalla Cavalleria Reale rumena). Nei primi giorni successivi alla rivoluzione avvenuta nel dicembre del 1989 si è molto parlato dei presunti conti segreti risalenti a Nicolae Ceaușescu. Durante il processo del 25 dicembre dello stesso anno, i membri del Tribunale militare eccezionale chiesero spiegazioni in merito a questi; tuttavia i coniugi Ceaușescu dichiararono di non essere a conoscenza di fondi riconducibili a conti esteri. Questa indagine fu avviata nonostante l'accusa di appropriazione indebita dei fondi statali non fosse ancora stata inclusa fra i quattro capi di imputazione contestati formalmente. Nel comunicato trasmesso dalla televisione, dalla radio e dalla stampa, il giorno stesso venne aggiunto un quinto punto riguardo a questa accusa: "Cercando di fuggire dal paese sulla base dei fondi per oltre un miliardo di dollari, depositati in banche straniere". Nel 1990 le indagini di un gruppo di esperti canadesi ingaggiati dal governo romeno per rintracciare i presunti fondi di Ceaușescu, dopo l'arresto di Dan Voiculescu, furono inspiegabilmente interrotte.

## Onorificenze concesse e ritirate
- Per il 70º compleanno nel 1988 Ceaușescu venne insignito dell'Ordine di Karl Marx dal segretario della SED Erich Honecker. Gli fu consegnato per onorarlo di avere rifiutato le riforme proposte da Michail Gorbačëv.
- Ceaușescu è l'unica personalità a cui la Danimarca abbia ritirato l'Ordine dell'Elefante precedentemente conferito. Ciò successe il 23 dicembre 1989, quando la regina Margherita II ordinò che l'onorificenza venisse restituita alla Danimarca e che il nome di Ceaușescu fosse cancellato dagli albi ufficiali. A Ceaușescu venne anche tolta, il giorno precedente la sua esecuzione, la GCB onoraria datagli dalla regina Elisabetta II del Regno Unito (che gli era stata data insieme alla possibilità di fare un "giro" sulla carrozza reale in cambio dell'acquisto da parte romena di tecnologia britannica sorpassata). Elisabetta da parte sua restituì l'insegna dell'Ordine Romeno che Ceaușescu le aveva consegnato.[42]

## Nella cultura popolare
La band australiana Crime and The City Solution ha composto la suite The Last Dictator, contenuta nell'album del 1990 Paradise Discotheque e ispirata alla figura di Ceaușescu.

## Edizioni italiane delle opere di Ceaușescu
- La Romania sulla via verso il socialismo e nella lotta contro l'imperialismo, Milano, Edizioni del Calendario, 1971.
- Scritti scelti, 1971, Milano, Edizioni del Calendario, 1972.
- Scritti scelti, 1972, Milano, Edizioni del Calendario, 1973.
- Sviluppo economico e democrazia socialista in Romania, Roma, Editori Riuniti, 1973.
- Scritti scelti. 1973, Milano, Edizioni del Calendario, 1974.
- Il nuovo corso. Per una collaborazione internazionale, Milano, Rusconi, 1975.
- Scritti scelti. 1974, Milano, Edizioni del Calendario, 1975.
- Scritti scelti. 1975, Milano, Edizioni del Calendario, 1976.
- Cambiare il mondo, Milano, SugarCo, 1977.
- Scritti scelti. 1976, Milano, Edizioni del Calendario, 1977.
- Momenti di storia del popolo romeno, del movimento democratico operaio e rivoluzionario della Romania, Roma, Editori Riuniti, 1978.
- Scritti scelti. 1977, Milano, Edizioni del Calendario, 1978.
- Per un mondo più giusto, migliore, Milano, SugarCo, 1979.
- Scritti scelti. 1978, Milano, Edizioni del Calendario, 1979.
- Scritti scelti. 1979, Milano, Edizioni del Calendario, 1980.
- Scritti scelti. 1980, Roma, Editori Riuniti, 1981.
- Scritti scelti. 1981, Roma, Editori Riuniti, 1982. ISBN 88-359-0055-7.
- Romania socialismo collaborazione pace, Pistoia, Carlo Longo-Settegiorni, 1988.

## Galleria d'immagini

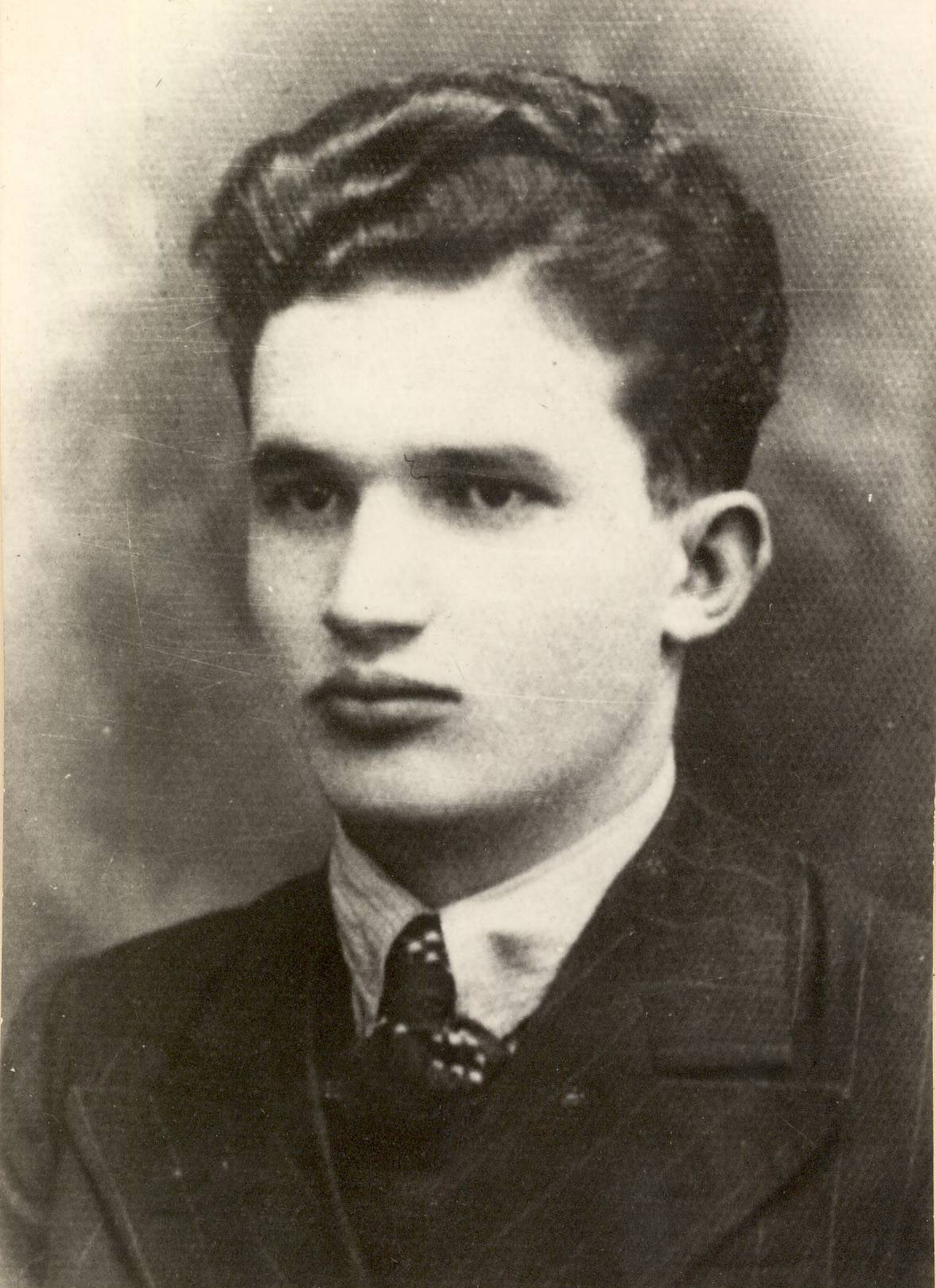
Ritratto giovanile (1939)
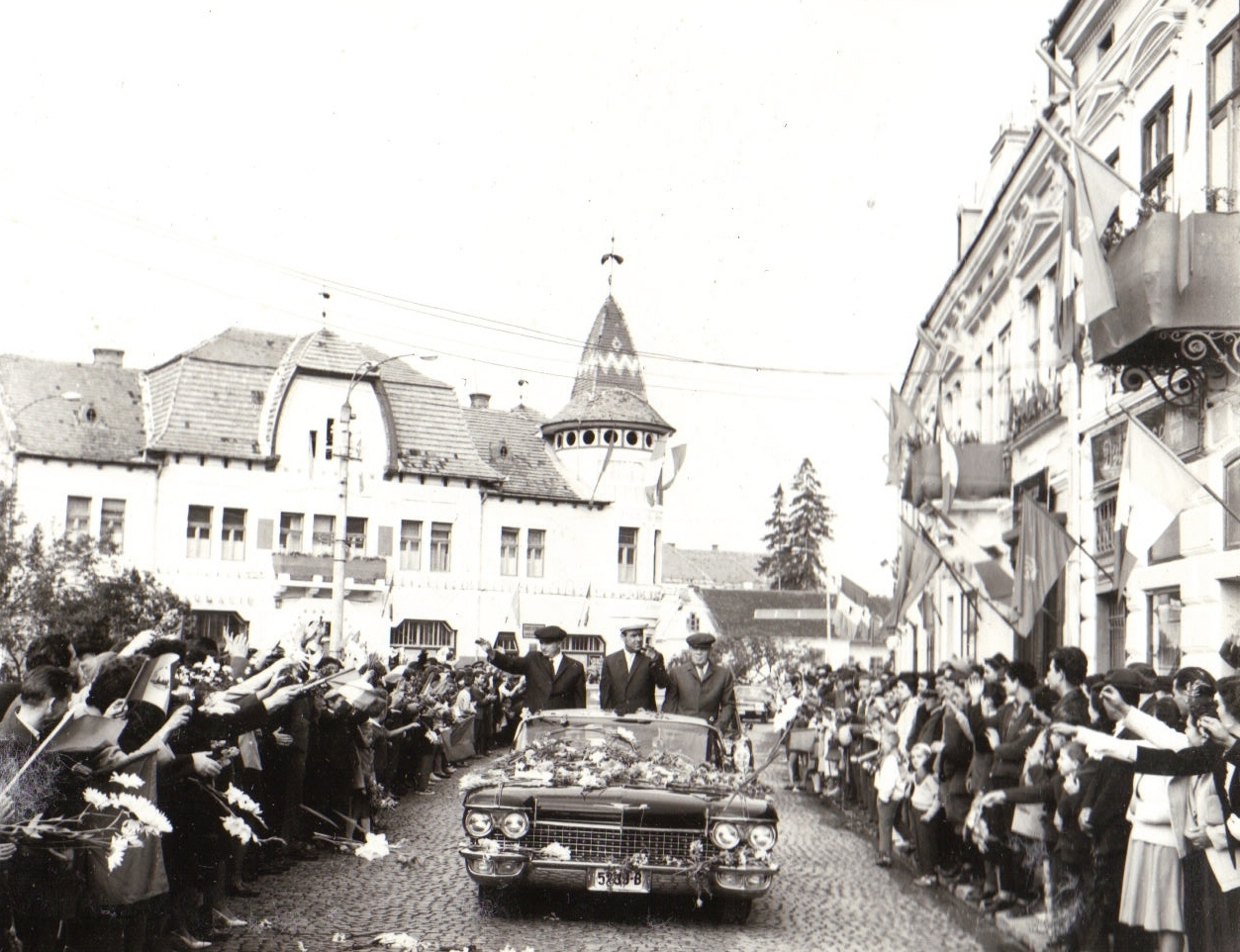
Ceaușescu fa visita a Gheorgheni (1966)
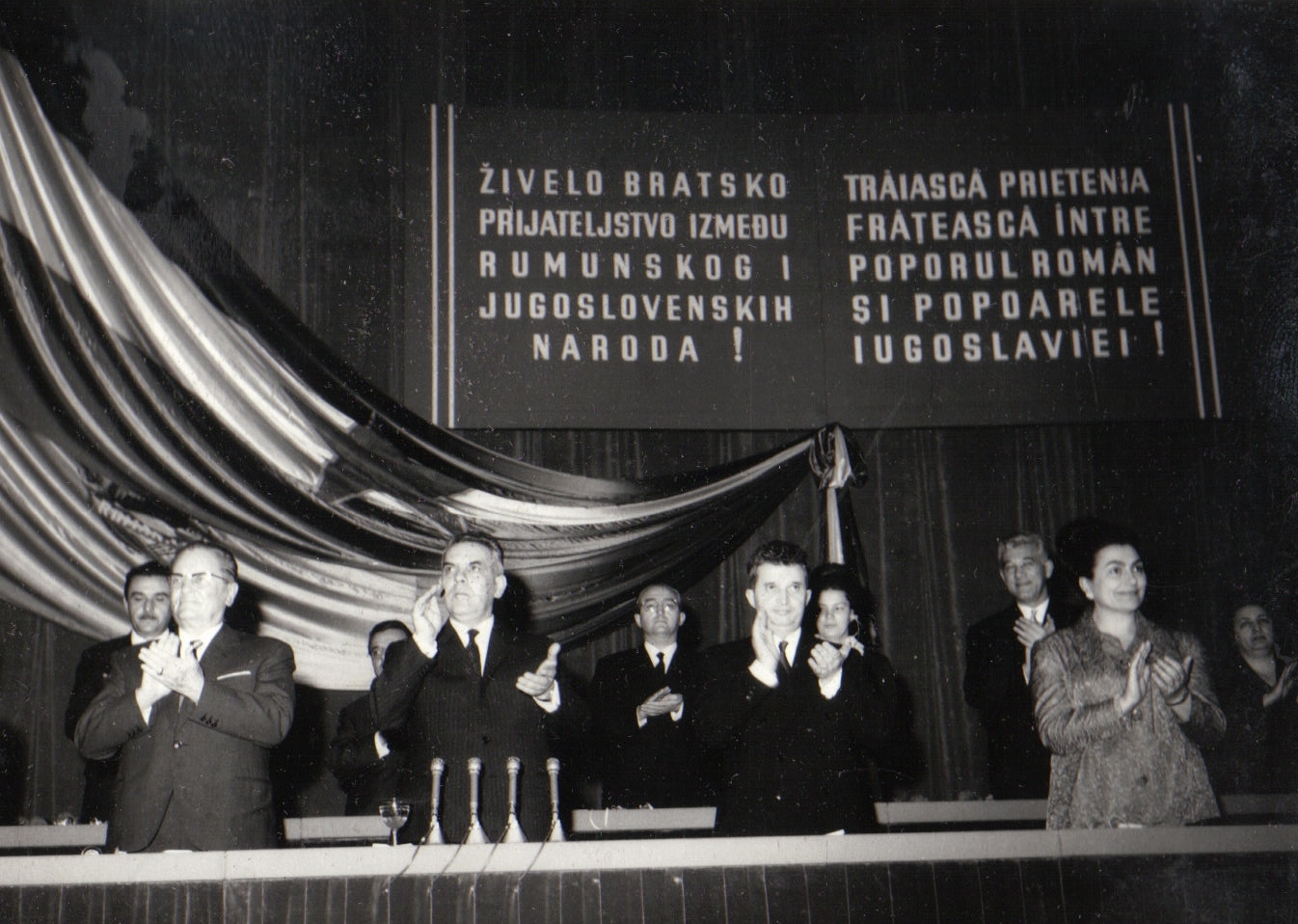
Ceaușescu e Josip Broz Tito al vertice dell'incontro rumeno-jugoslavo a Bucarest (1966)
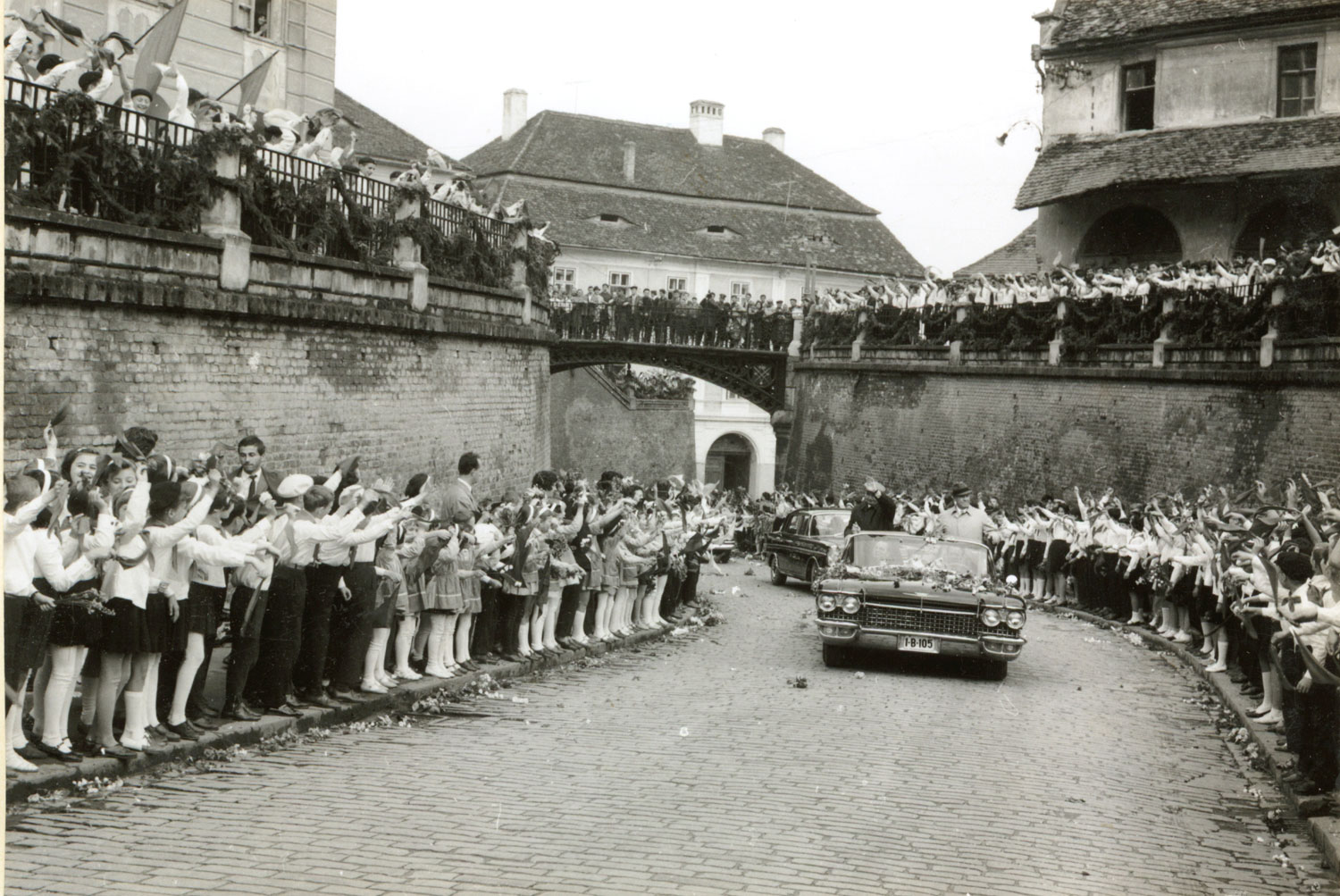
Ceaușescu visita Sibiu (1967)
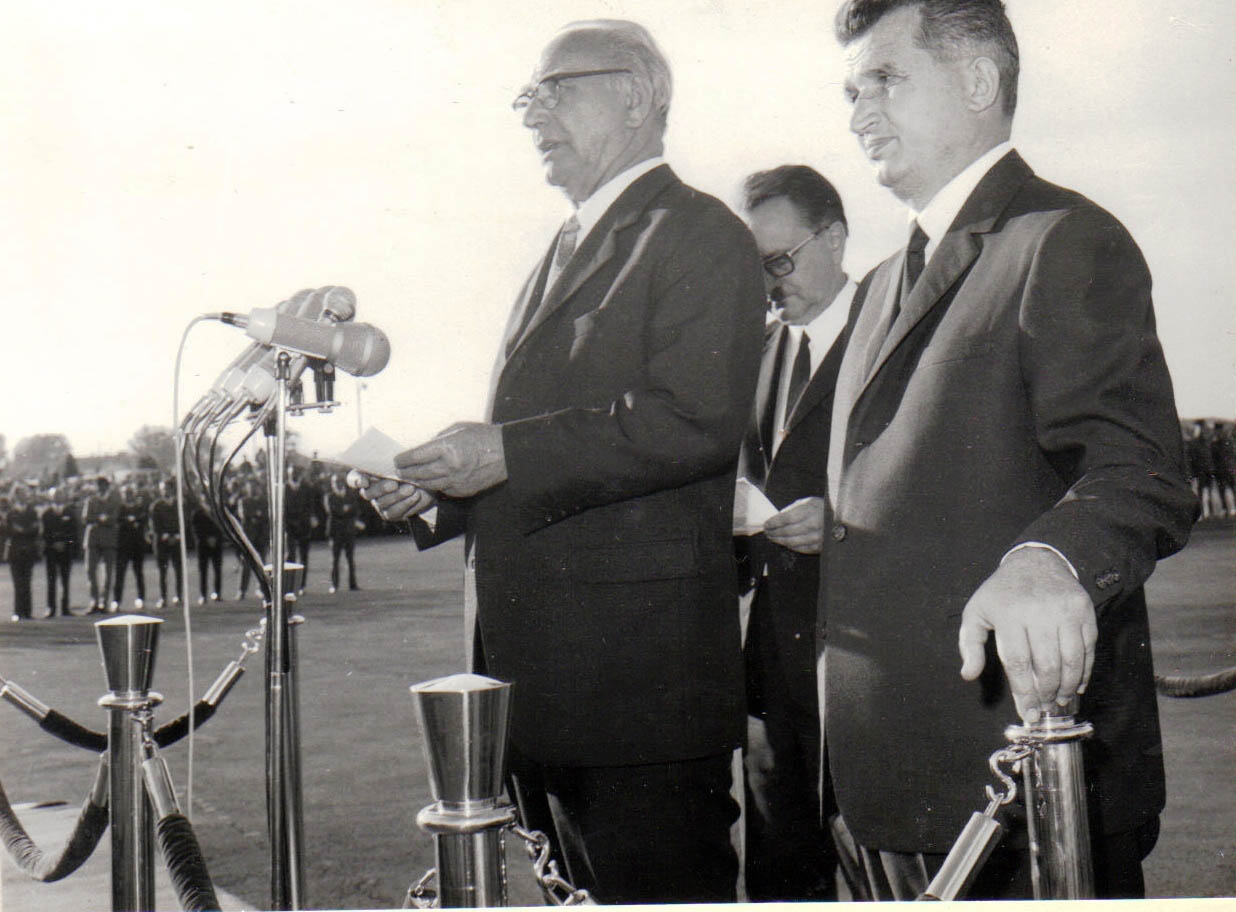
Franz Jonas, presidente dell'Austria, in visita a Bucarest (1969)
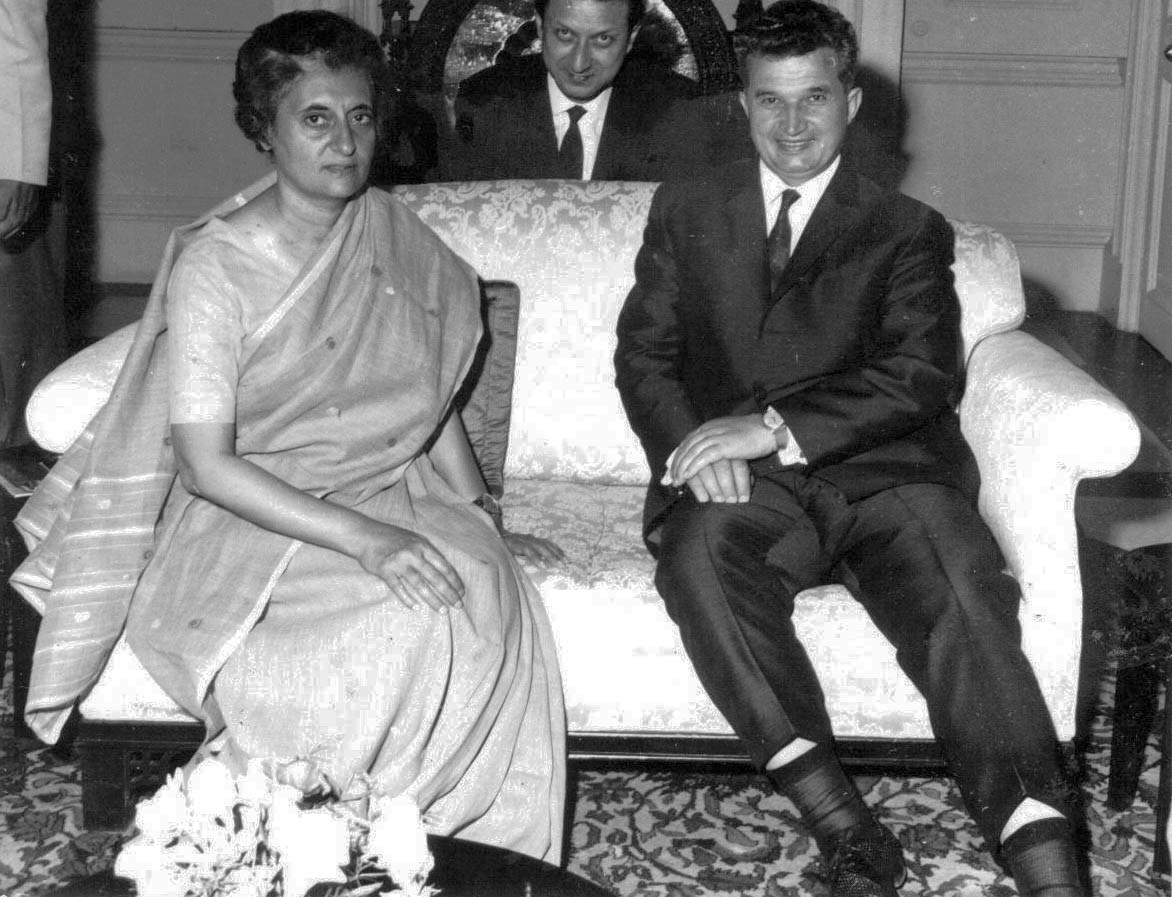
Ceaușescu insieme al Primo ministro indiano Indira Gandhi (1969)
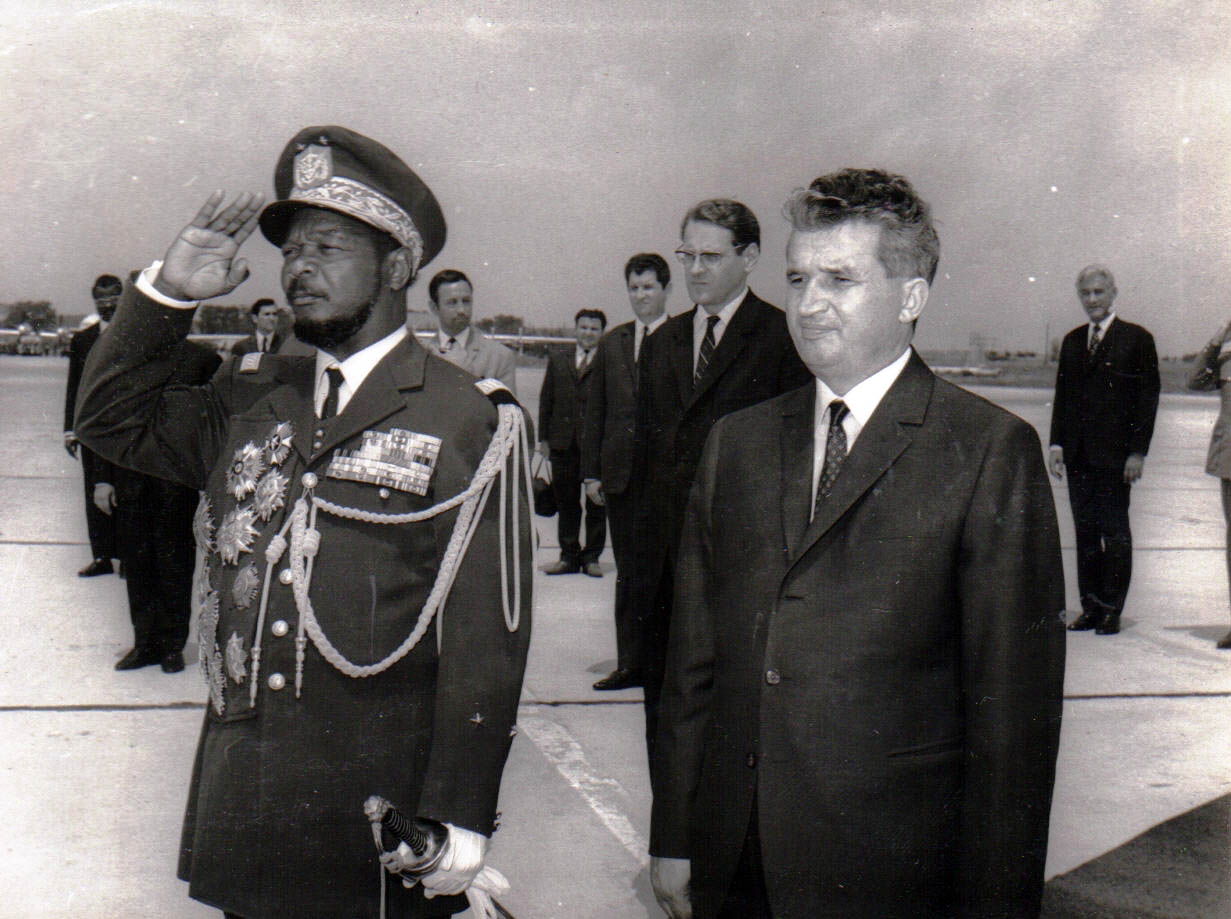
Jean-Bédel Bokassa con Nicolae Ceaușescu durante la visita di Stato di Bokassa in Romania (luglio 1970)
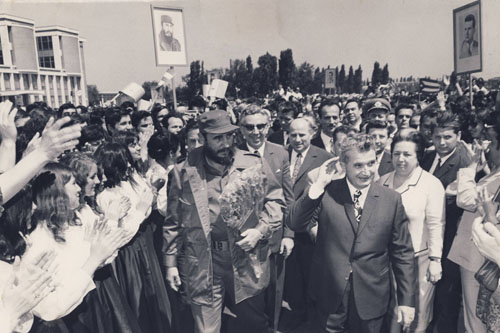
Fidel Castro visita la Romania nel 1972
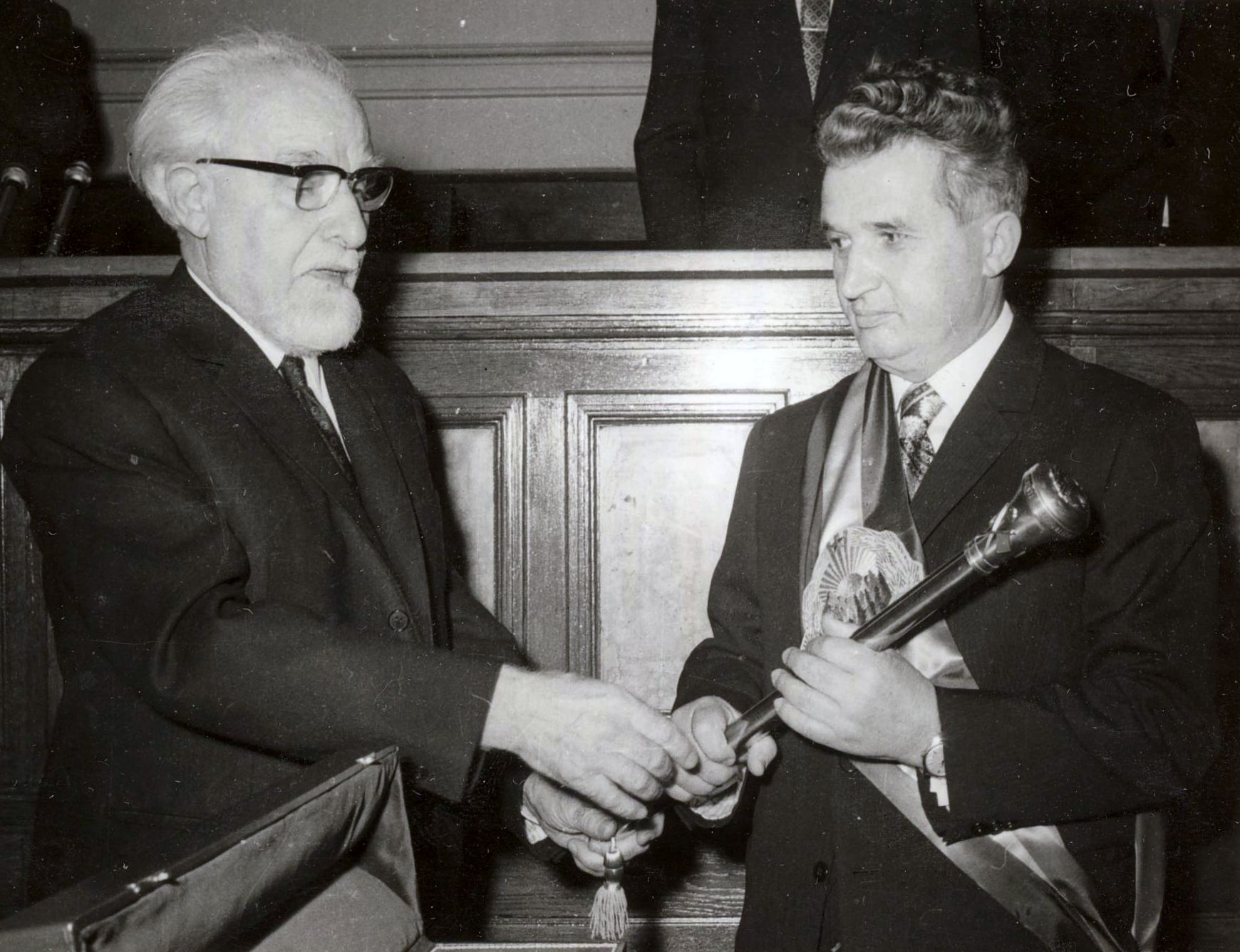
Ceaușescu riceve lo scettro presidenziale dal Presidente della Grande Assemblea (1974)
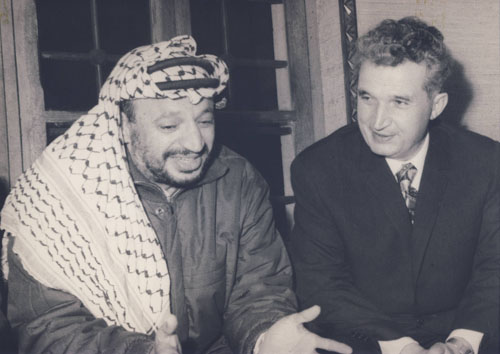
Yasser Arafat con Nicolae Ceaușescu durante una visita a Bucarest nel 1974
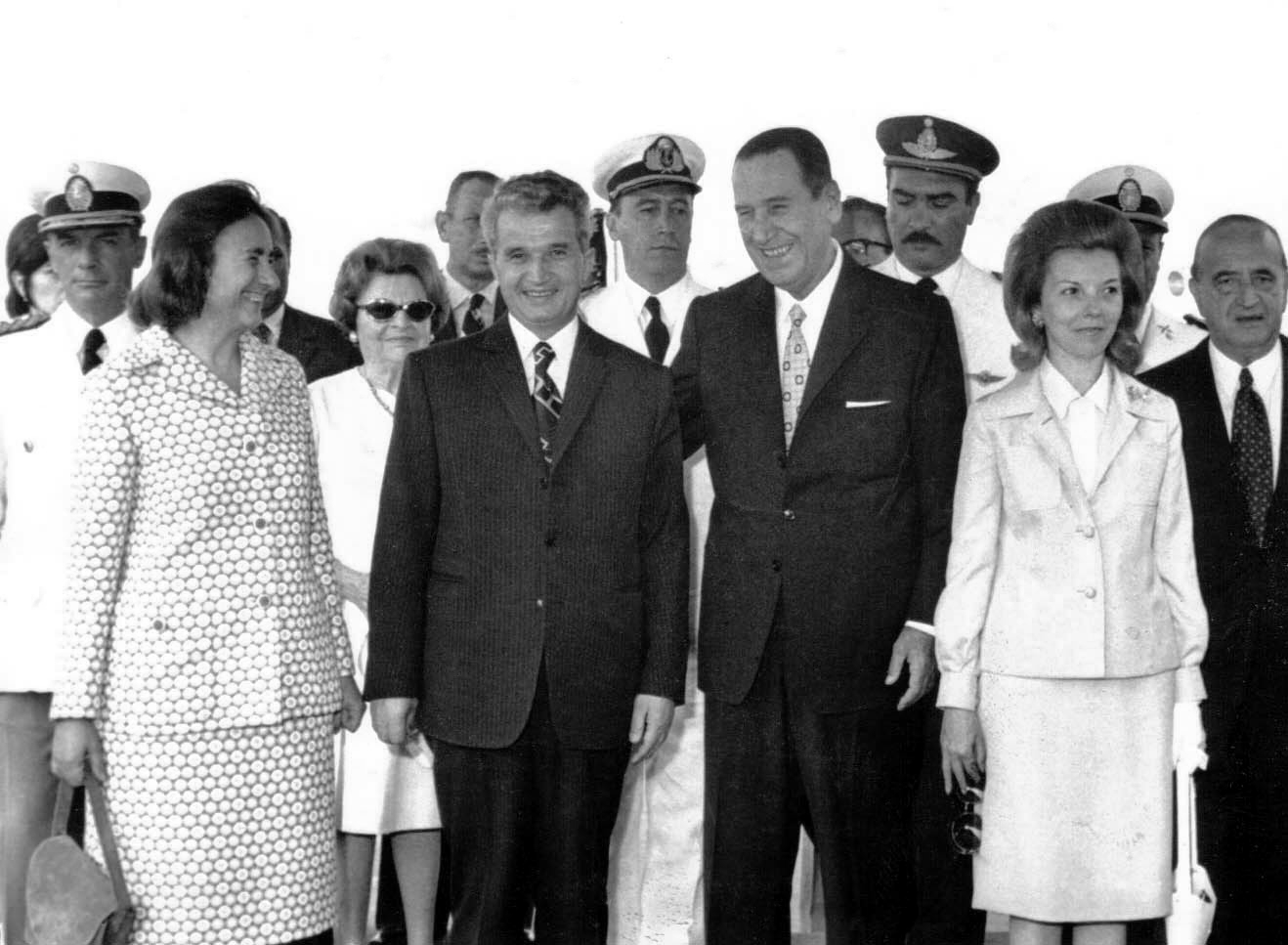
La coppia presidenziale romena ricevuta da Juan Perón e sua moglie Isabel a Buenos Aires nel 1974
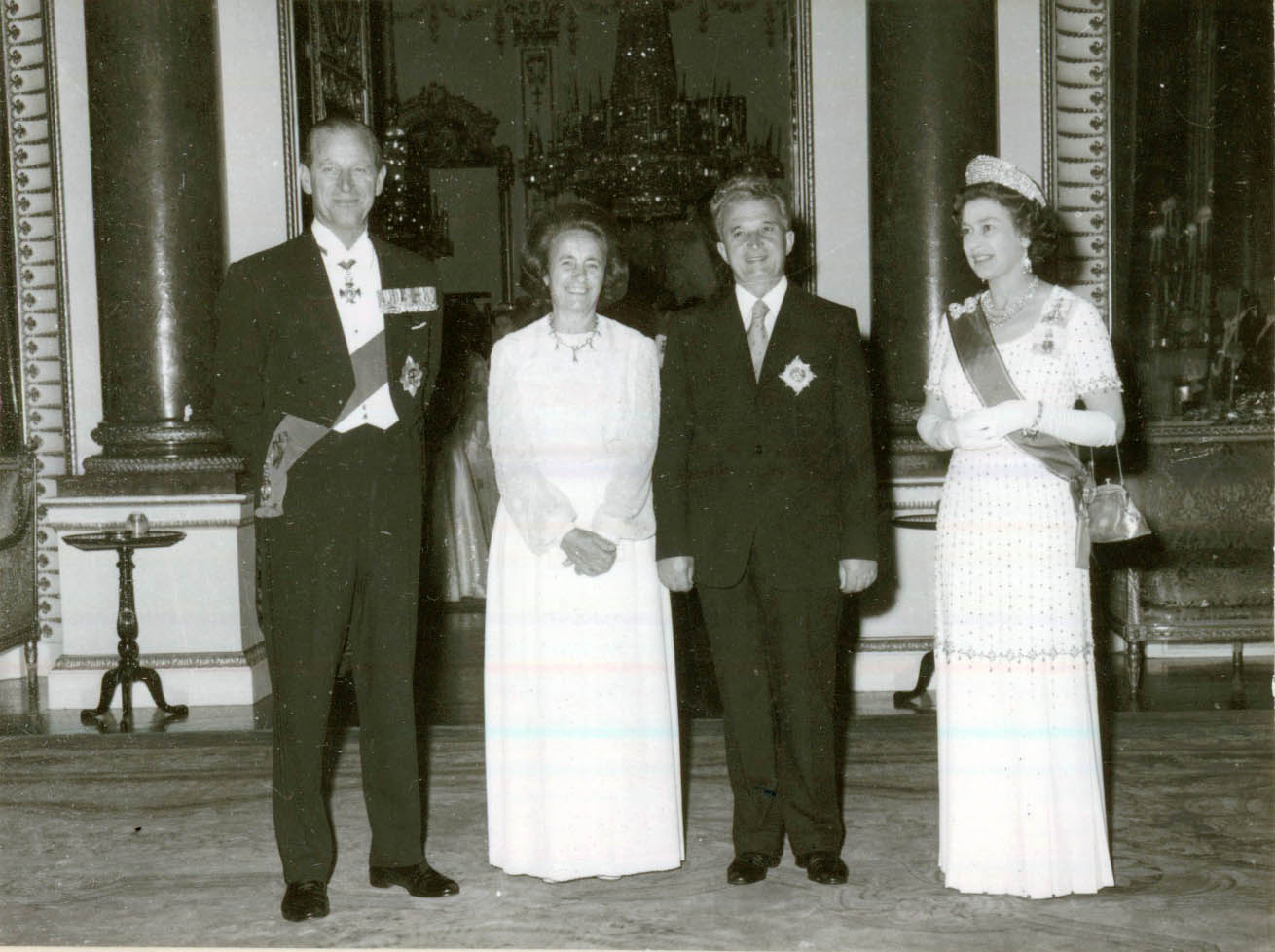
La coppia Ceaușescu viene ricevuta dalla Regina del Regno Unito Elisabetta II a Buckingham Palace nel 1978
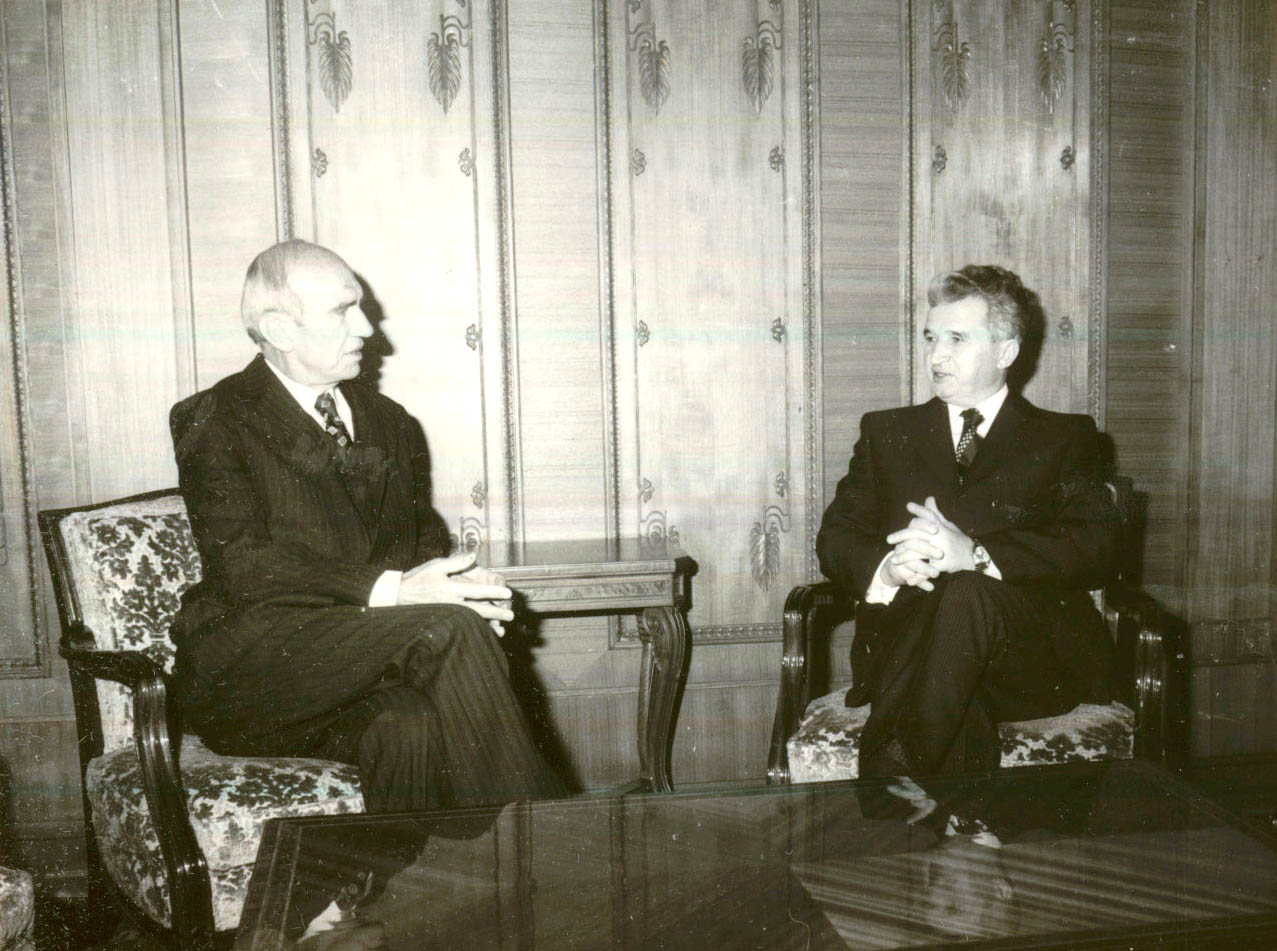
Il dottor Rudolf Kirchschläger, presidente dell'Austria, visita la Romania (1978)
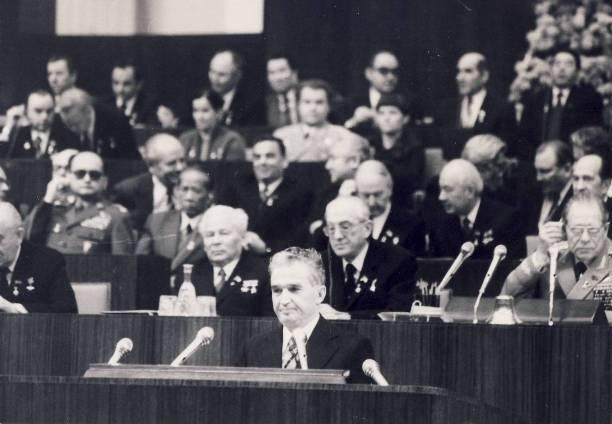
Ceaușescu parla a Mosca nel 1982 per il 60º anniversario della formazione dell'Unione Sovietica
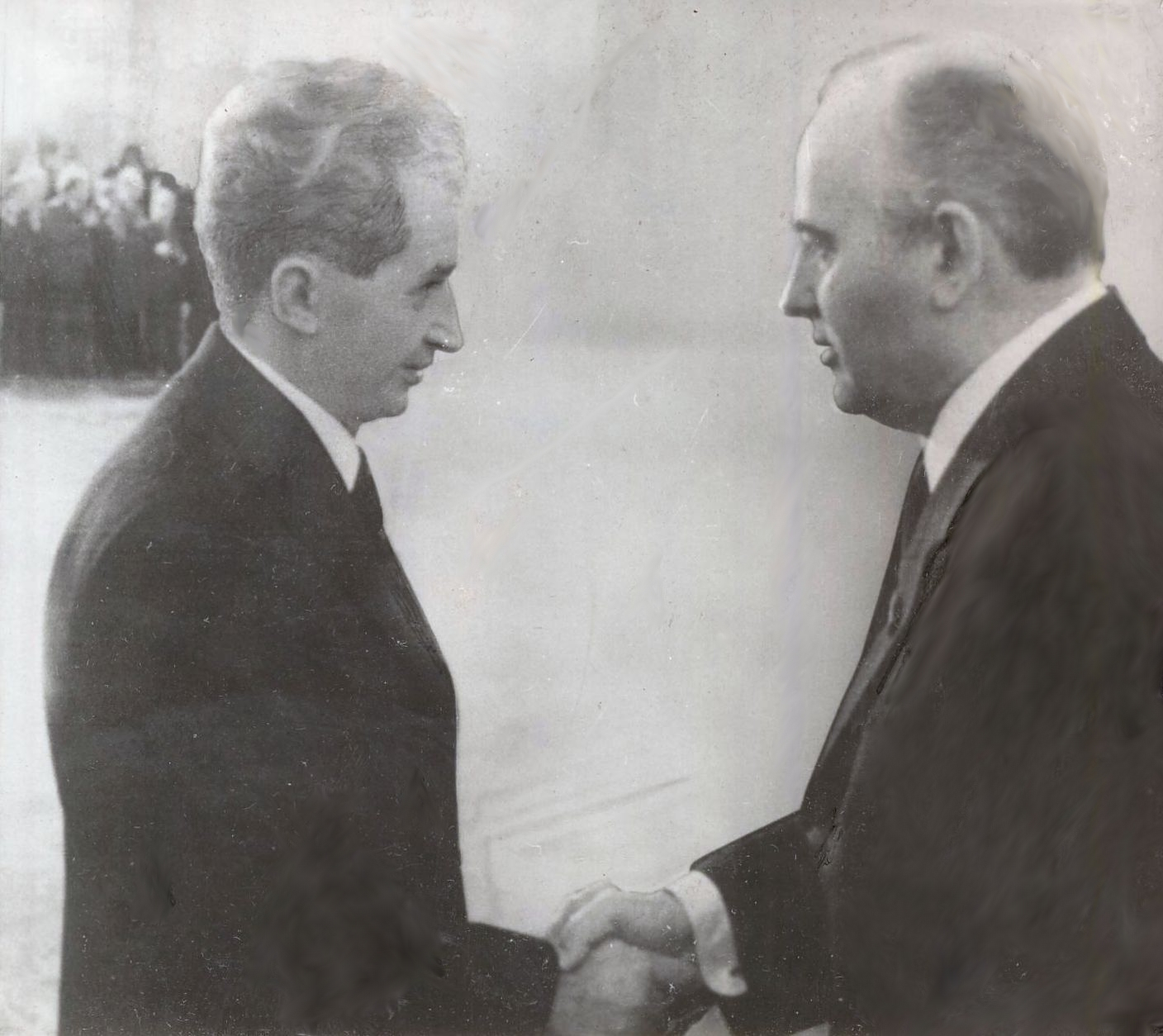
Ceaușescu e Michail Gorbačëv dell'Unione Sovietica (1985)
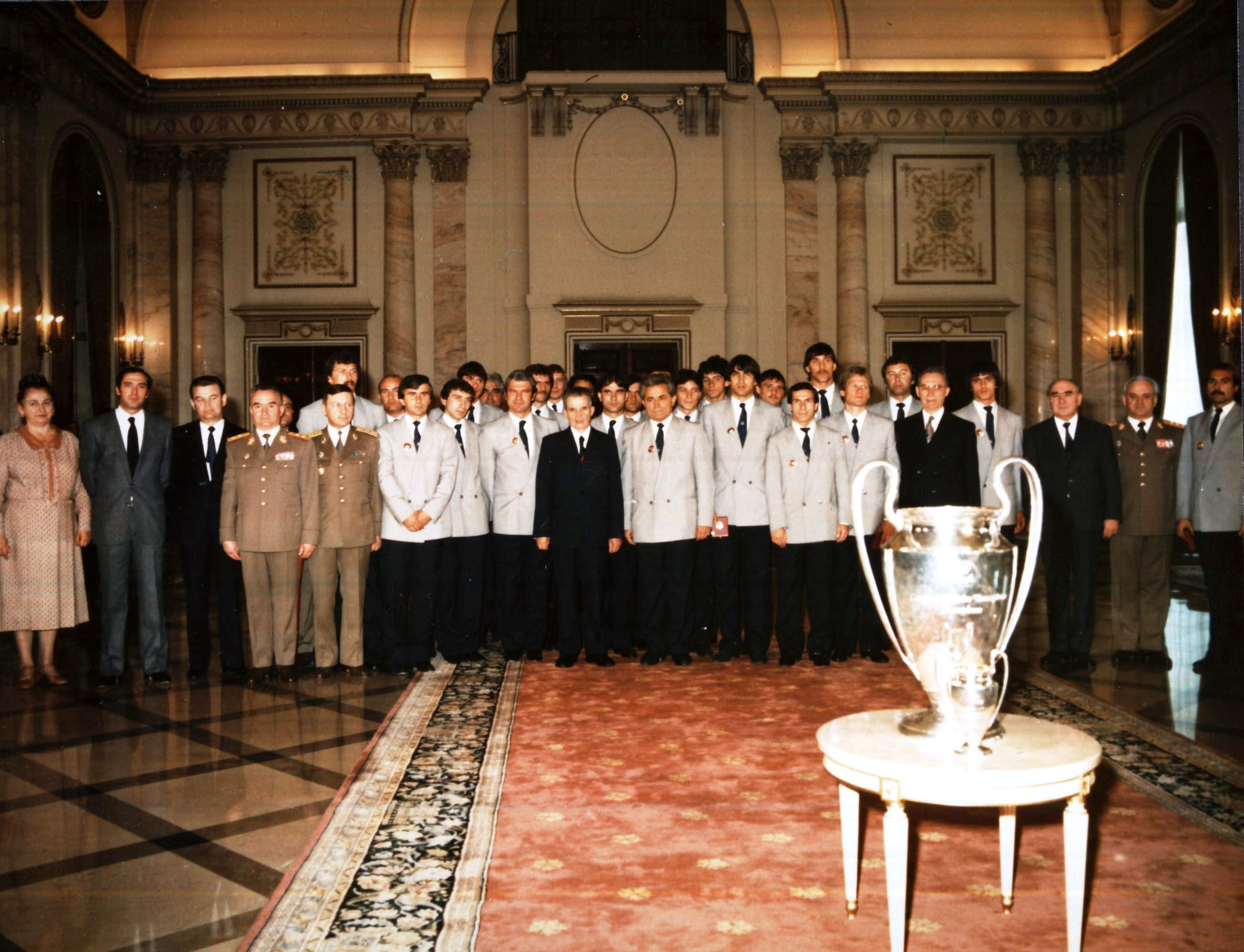
Ceaușescu con il team dello Steaua București vincitore della Coppa dei Campioni 1985-1986
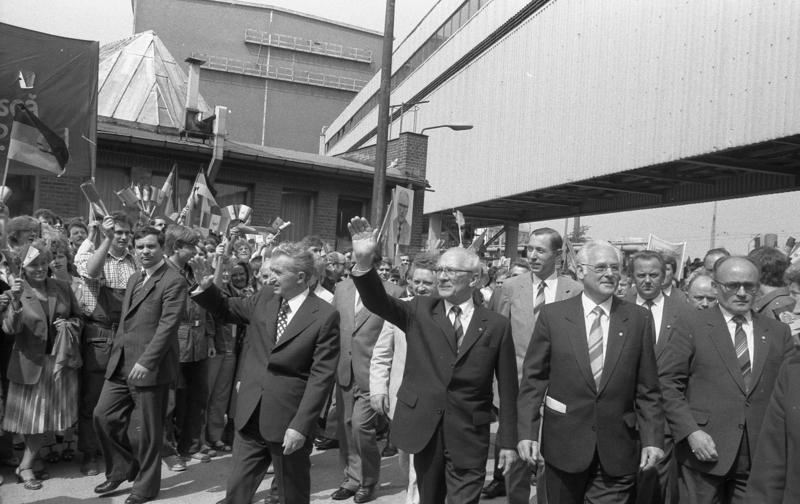
Ceaușescu con il leader della Germania Est Erich Honecker a Berlino Est nel 1988